# Garbiñe Muguruza
Pour les articles homonymes, voir Muguruza.
Muguruza  Blanco est un nom espagnol. Le premier nom de famille, en général paternel, est Muguruza ; le second, en général maternel, souvent omis, est Blanco.
Garbiñe Muguruza Blanco, née le 8 octobre 1993 à Caracas, est une joueuse de tennis hispano-vénézuélienne jouant pour l'Espagne.
Elle a remporté dix tournois en simple dont Roland-Garros en 2016, Wimbledon en 2017 et le Masters en 2021. Elle devient numéro 1 au classement WTA en septembre 2017 à l'issue de l'US Open. Elle possède aussi cinq titres en double et a atteint la 10e place mondiale de la spécialité.

## Biographie
Garbiñe Muguruza est la fille de l'Espagnol d'origine basque José Antonio Muguruza et de la Vénézuélienne Scarlet Blanco.
Elle commence à jouer au tennis à l'âge de trois ans avec ses frères Asier et Igor Muguruza au club Mampote. À l'âge de six ans, elle s'installe en Espagne où elle rejoint l'Académie Bruguera à Barcelone. Entre 2010 et 2015, elle est entraînée par Alejo Mancisidor.
Garbiñe Muguruza est représentée par l'agence IMG.
Son nom est d'origine basque et se prononce [ɡarˈβiɲe muˈɣuɾuˌs̻a].

## Carrière

### 2012 - 2013. Les débuts sur le circuit
Garbiñe Muguruza fait son entrée dans le circuit WTA en recevant une invitation pour le Masters de Miami où elle bat la numéro neuf mondiale Vera Zvonareva (6-4, 6-3), le premier exploit de sa jeune carrière et sa première victoire sur une Top 10 puis Flavia Pennetta (6-2, 1-6, 7-6), avant de s'incliner face à la future gagnante du tournoi Agnieszka Radwańska (3-6, 2-6), numéro quatre mondiale. Le 22 juillet 2012, elle perd la finale du tournoi de Bucarest face à sa compatriote María Teresa Torró Flor.
Elle joue son premier match en Grand Chelem à l'occasion de l'US Open 2012 où elle a réussi à rentrer grâce à son classement directement dans le tableau finale. Elle arrache un set à l'Italienne Sara Errani, dixième mondiale (3-6, 7-6, 1-6) et qui jouera son unique demi-finale à New York quelques jours plus tard.
Elle commence la saison 2013 par une défaite contre l'Allemande Annika Beck à Shenzhen (2-6, 7-6, 4-6), ne parvient pas à s'extirper des qualifications à Hobart mais remporte son premier match en grand Chelem à l'Open d'Australie contre Magdaléna Rybáriková, au terme d'un des plus longs matchs en jeux de sa carrière (4-6, 6-1, 14-12). Fatiguée, elle est balayée logiquement par la légende Serena Williams (2-6, 0-6), vainqueur des deux derniers Grand Chelem. Grâce à son deuxième tour, elle réintègre le Top 100. Elle perd lors du mois de février contre l'Américaine Jamie Hampton à Memphis (3-6, 3-6) puis contre l'autre soeur Williams, Venus (4-6, 6-2, 5-7) au second tour de Florianapolis.
En compagnie de Torró Flor, Muguruza remporte en 2013 son premier titre en double lors du tournoi d'Hobart (lors de sa première participation en double à un tournoi WTA) avant de gagner le simple l'année suivante.
Lors du Masters d'Indian Wells auquel elle participe pour la première fois, elle passe deux tours de qualifications et se qualifie pour le quatrième tour après des victoires sur Bojana Jovanovski (2-6, 7-5, 6-3), Ekaterina Makarova (6-3, 1-6, 6-4) et de nouveau Magdaléna Rybáriková (6-4, 6-0), où elle perd face à Angelique Kerber (4-6, 5-7), sixième joueuse mondiale. Ensuite, elle reçoit pour la deuxième fois consécutive une invitation pour le tournoi de Miami où elle atteint le quatrième tour avec des victoires sur Kateřina Siniaková (6-2, 3-6, 6-4) puis la tête de série no 23 Anastasia Pavlyuchenkova qu'elle renverse (4-6, 6-2, 6-2) et Caroline Wozniacki, neuvième joueuse mondiale (6-2, 6-4), sa deuxième victoire sur une Top 10 avant de perdre contre la Chinoise Li Na, numéro cinq (6-7, 2-6), finaliste à l'Open d'Australie quelques mois plus tôt.
Elle commence la saison sur terre par une défaite contre la toute jeune Américaine Jessica Pegula (7-6, 4-6, 5-7) et ne sort pas des qualifications à Stuttgart et Madrid. Elle y parvient néanmoins à Rome et dispute ainsi son premier tableau final en capitale italienne. Elle renverse de manière spectaculaire la Française Mathilde Johansson (1-6, 6-0, 6-2) puis s'incline contre la numéro deux mondiale Maria Sharapova, vainqueur de Roland Garros la saison passée et qui rejouera une finale Porte d'Auteuil cette année-là (2-6, 2-6). Après une défaite d'entrée à Strasbourg contre Lucie Hradecká (4-6, 3-6), elle remporte son premier match sur le Majeur parisien contre une autre Tchèque, Karolína Plíšková (4-6, 7-5, 6-3). Elle perd au second tour contre l'ancienne numéro une Jelena Janković (3-6, 0-6) qui jouera son dernier quart de finale en Grand Chelem quelques jours plus tard.
Elle commence sa saison sur gazon de belle manière en sortant des qualifications à S'Hertogenbosh et en disposant de l'Allemande Mona Barthel (7-5, 1-6, 6-2), de l'Américaine Lauren Davis (6-2, 6-00) et de la Slovaque Dominika Cibulková (6-4, 6-4) pour parvenir jusqu'en demi-finale où elle sera battue par la Belge Kirsten Flipkens (3-6, 1-6) qui disputera quelques semaines plus tard son unique dmei-finale en Grand Chelem à Wimbledon. Elle enchaîne avec une première victoire à Wimbledon sur l'invitée locale Anne Keothavong (6-4, 6-0). Elle voit également la Russe Ekaterina Makarova prendre sa revanche (2-6, 7-6, 4-6) au second tour. Sa saison est ensuite perturbée par une grave blessure à la cheville qui nécessite une intervention chirurgicale et six mois d'indisponibilité.

### 2014.1ertitre en carrière à Hobart et premier quart de finale en Grand Chelem à Roland-Garros

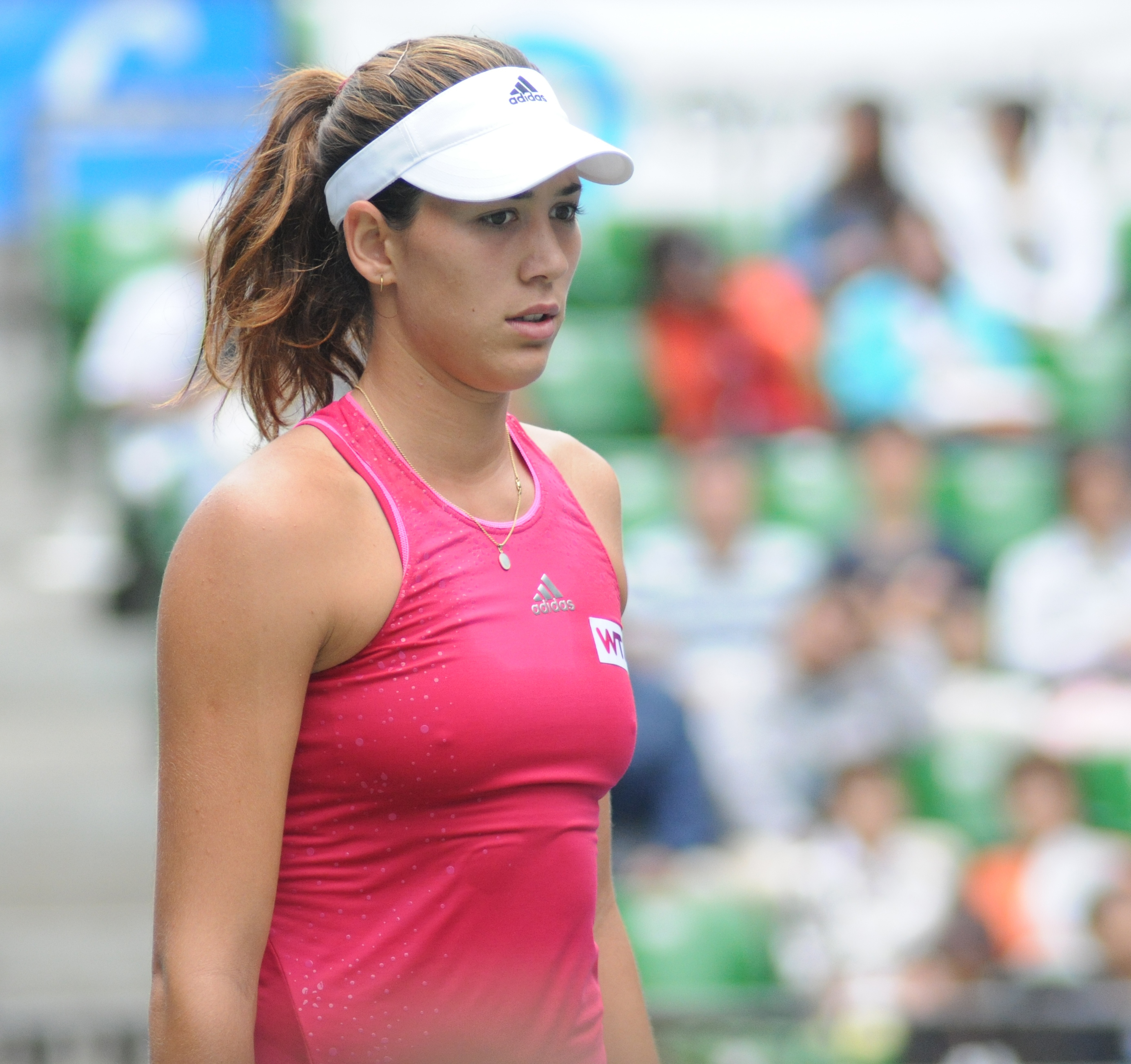
Garbiñe Muguruza en 2014.

Garbiñe Muguruza fait son retour sur le circuit en janvier au tournoi d'Auckland où elle est battue en quarts de finale par la championne Venus Williams (3-6, 3-6).
Le 11 janvier, elle remporte son premier titre en simple sur le circuit WTA en battant la Tchèque Klára Koukalová en finale du tournoi de Hobart (6-4, 6-0). Ce succès inespéré après autant de mois d'absence lui permet de rentrer dans le top 50 au classement WTA. Elle déclare alors : « C'est incroyable. Un vrai cadeau pour tous les efforts consentis. » Elle est par ailleurs sortie des qualifications pour remporter le tournoi sans concéder une seule manche et a écarté sur sa route la Belge Kirsten Flipkens, 19e en quarts de finale (6-4, 6-3).
À l'Open d'Australie, elle bat Caroline Wozniacki (4-6, 7-5, 6-3), tête de série no 10, en trois manches et atteint les huitièmes de finale pour la première fois de sa carrière dans un Majeur après avoir également sorti Kaia Kanepi (6-2, 2-6, 6-2) et Anna Karolína Schmiedlová (6-3, 6-3). Elle perd sèchement face à Agnieszka Radwańska (1-6, 3-6), cinquième joueuse mondiale en huitièmes.
Muguruza atteint sa deuxième finale en simple en carrière au tournoi de Florianopolis (Brésil). Elle perd en trois sets (6-4, 5-7, 0-6) face à Klára Koukalová qui prend ainsi sa revanche et gagne son dernier tournoi en carrière, le premier depuis neuf ans.
Elle atteint les demi-finales en simple du Grand Prix du Maroc et remporte le double aux côtés de Romina Oprandi.
Au Masters de Madrid, elle perd au 2e tour face à Samantha Stosur (5-7, 6-3, 1-6), ancienne finaliste à Roland Garros, mais parvient en finale du double avec Carla Suárez où elles perdent face aux Italiennes Sara Errani et Roberta Vinci.

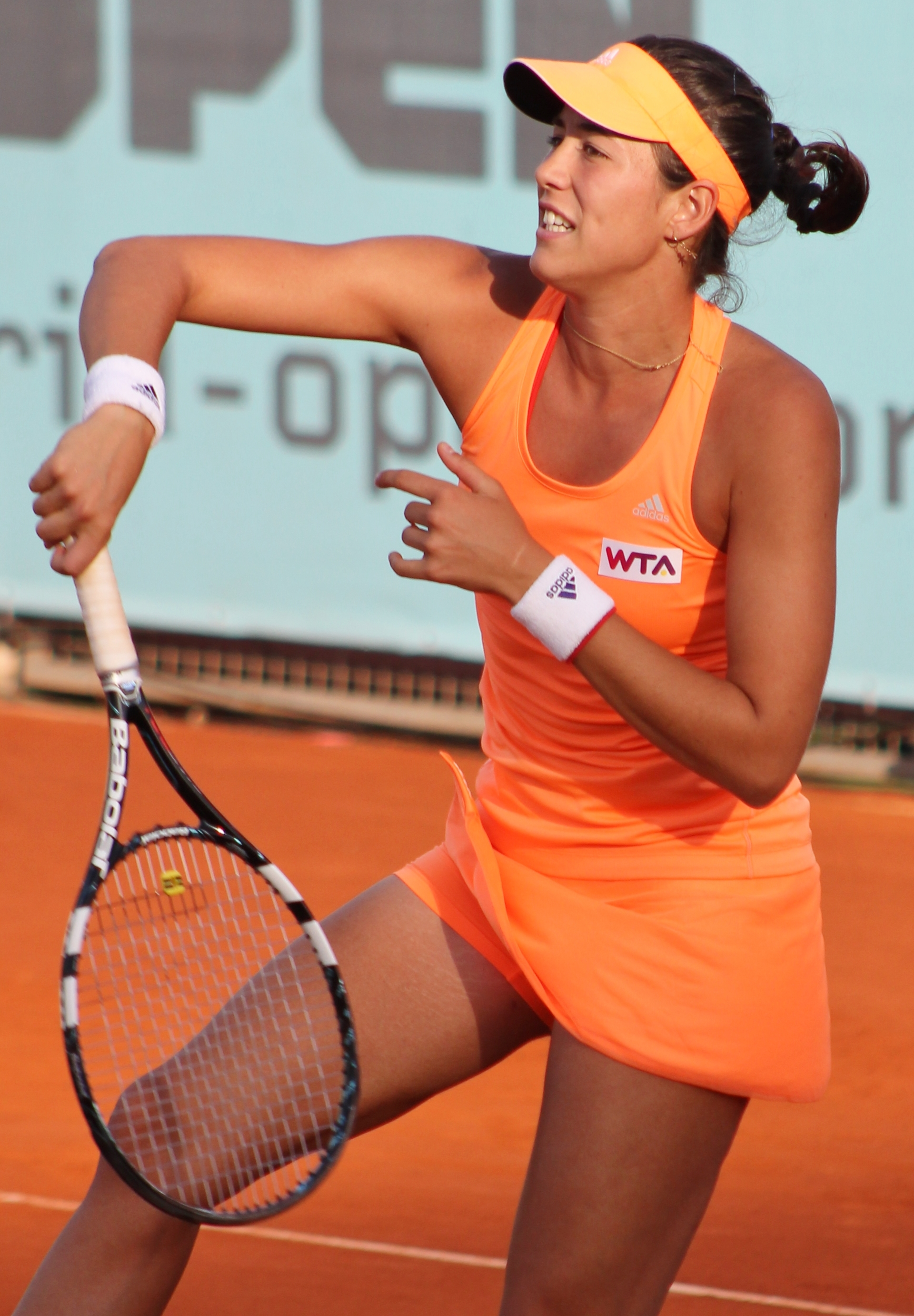
Muguruza au Masters de Madrid en 2014.

Le 28 mai, elle bat Serena Williams, alors no 1 mondiale (6-2, 6-2) et tenante du titre lors du deuxième tour de Roland-Garros après s'être défaite d'une autre Américaine, Grace Min (7-5, 7-6). Il s'agit de sa première victoire sur une numéro une mondiale en carrière et de sa première victoire sur une joueuse du Top 10 sur ocre, à vingt ans. Elle parvient ensuite à éliminer de nouveau Anna Karolína Schmiedlová (6-2, 6-4) et la Française surprise du tournoi Pauline Parmentier, qui réalise la plus belle performance de sa carrière en Grand Chelem, sur le score inverse. En quart de finale du tournoi, elle est battue par la future vainqueur Maria Sharapova (6-1, 5-7, 1-6) en plus de deux heures de jeu, et également en demi-finale en double. Grâce à ses bons résultats à Paris, Garbiñe monte à la 27e place mondiale en simple et à la 36e en double.
Elle commence la saison sur herbe au tournoi de Bois-le-Duc où elle atteint les quarts de finale, s'inclinant contre l'Américaine Coco Vandeweghe (6-7, 1-6). À Wimbledon, elle est désignée 27e tête de série mais elle perd dès le premier tour contre la même adversaire (3-6, 6-3, 5-7) qui gagne ainsi son premier match sur le gazon londonien.
Garbiñe se rend ensuite aux États-Unis pour la saison sur dur. Au tournoi de Stanford, elle bat deux Slovaques, la 6e tête de série et tenante du titre Dominika Cibulková (6-2, 4-6, 6-2) et Daniela Hantuchová pour atteindre les quarts de finale où elle perd face à Angelique Kerber, 3e tête de série (2-6, 1-6). Elle subit une nouvelle défaite contre la Russe Maria Sharapova au deuxième tour du tournoi de Montréal qu'elle dispute pour la première fois (6-4, 3-6, 1-6). En double, elle remporte le titre avec Carla Suárez. À l'US Open, elle est désignée 25e tête de série, mais elle est battue contre toute attente dès le premier tour par la qualifiée Mirjana Lučić-Baroni (3-6, 64-7) qui réussira sa meilleure performance à New York cette saison là. En double avec Carla Suárez, elle perd au 3e tour face au sœurs Williams.
Muguruza entame la tournée asiatique au tournoi de Tokyo. Elle y bat Anastasia Pavlyuchenkova, Jelena Janković (4e tête de série) et Casey Dellacqua avant de tomber en demi-finale face à Caroline Wozniacki qui prend sa revanche de l'Open d'Australie (4-6, 6-2, 2-6). Muguruza atteint la finale en double avec Carla Suárez. Elle joue également le tournoi de Wuhan où elle s'impose devant sa compatriote María Teresa Torró Flor (2-6, 6-2, 6-3) ainsi que face à la numéro deux mondiale Simona Halep (2-6, 6-2, 6-3). Elle déclare forfait au tour suivant contre l'Ukrainienne Elina Svitolina.
Elle termine sa saison au WTA Tournament of Champions de Sofia en Bulgarie. Elle remporte trois victoires lors de la première phase, face à Ekaterina Makarova (6-2, 6-1), Flavia Pennetta (0-6, 6-1, 6-1) et Alizé Cornet (6-3, 7-5) avant de s'incliner (1-6, 4-6) en demi-finale face à Andrea Petkovic future lauréate.
Elle termine l'année à la 21e place en simple et à la 16e en double.
Le 17 octobre 2014, elle décide de jouer la Fed Cup avec l'équipe d'Espagne,.

### 2015.1refinale en Grand Chelem à Wimbledon,1ertitre enPremier Mandatoryà Pékin et numéro 3 mondiale en fin de saison

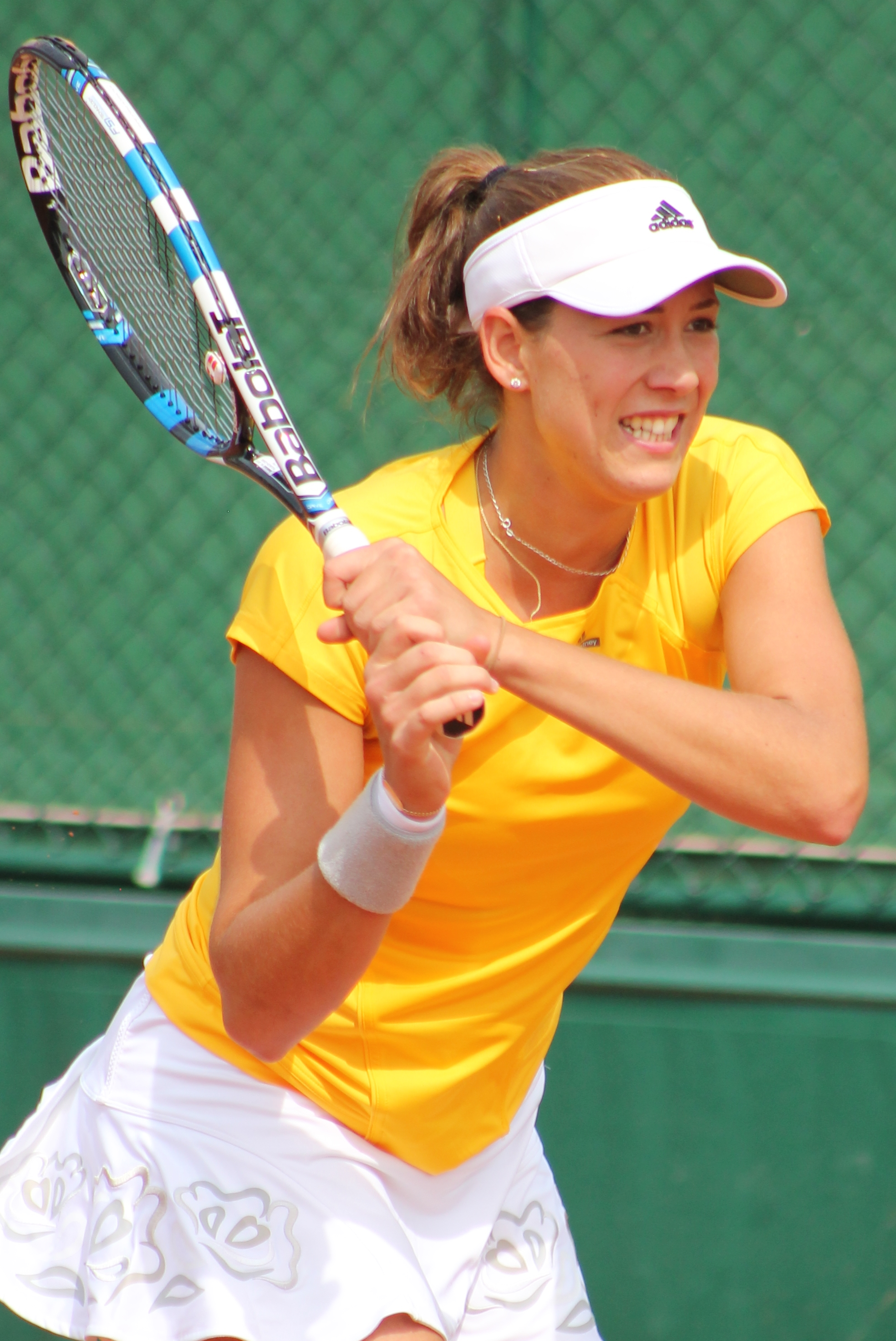
Garbiñe Muguruza à Roland-Garros en 2015.

Muguruza commence la saison au tournoi de Brisbane, mais elle déclare forfait en raison d'une blessure à la cheville. La semaine suivante, elle ne défend pas son titre au tournoi de Hobart préférant jouer le tournoi de Sydney où elle atteint les quarts de finale en battant la 6e mondiale, Agnieszka Radwańska (3-6, 7-64, 6-2), demi-finaliste de l'Open d'Australie en début de saison dernière pour la première fois. Chutant par la suite contre la 9e mondiale, Angelique Kerber (6-0, 1-6, 4-6), sa dernière défaite contre l'Allemande en carrière.
À l'Open d'Australie, elle atteint une nouvelle fois les huitièmes de finale en battant Marina Erakovic (7-5, 6-0), Daniela Hantuchová (6-1, 1-6, 6-0) et Timea Bacsinszky (6-3, 4-6, 6-0) avant de s'incliner face à la future vainqueur et no 1 mondiale, Serena Williams (6-2, 3-6, 2-6) qui prend ainsi sa revanche de Roland-Garros en 2014 après deux heures de jeu. L'Américaine gagnera cette année là les trois premiers Majeurs de la saison.
Muguruza gagne ses deux matchs de simple lors de son début en Fed Cup avec l'Espagne face à la Roumanie (victoires contre Irina-Camelia Begu et la no 3 mondiale Simona Halep, finaliste de Roland Garros la saison passée). Cependant, l'Espagne s'incline 3 à 2 après la défaite en double de la paire composée par Garbiñe Muguruza et Anabel Medina Garrigues.
Au tournoi de Dubaï, elle atteint les demi-finales après avoir battu Jarmila Gajdošová, Jelena Janković (6-3, 6-1), puis de nouveau la 8e mondiale, Agnieszka Radwańska (6-4, 6-2) et la 13e mondiale, sa compatriote Carla Suárez Navarro (6-74, 6-3, 6-3). Elle perd face à Karolína Plíšková, qui finira l'année aux portes du Top 10, en trois sets (4-6, 7-5, 5-7) après 2 h 56 de jeu. Elle atteint la finale du double avec Carla Suárez.
Elle améliore ses meilleurs performances aux tournois d'Indian Wells, où elle atteint le 3e tour pour la première fois de sa carrière, disposant d'Irina Falconi (4-6, 6-2, 6-3) et défaite de nouveau par Karolína Plíšková (5-7, 4-6), ainsi qu'au tournoi de Miami, où elle s'incline au 3e tour également contre la spécialiste de terre Sara Errani, ancienne finaliste de Roland Garros (6-4, 4-6, 1-6).
Garbiñe entame la saison sur terre battue au tournoi de Stuttgart où elle perd au 2e tour face à la no 2 mondiale Simona Halep (6-3, 1-6, 3-6) ce qui constitue sa première défaite contre la Roumaine. Au tournoi de Madrid, elle s'incline dès le 2e tour face à Svetlana Kuznetsova (3-6, 7-5, 5-7), future finaliste. En double avec Carla Suárez, elle atteint de nouveau la finale mais la perdent à nouveau. Pour la troisième levée du Grand Chelem à Roland-Garros, elle arrive jusqu'en quart de finale en battant Angelique Kerber, (4-6, 6-2, 6-2), tête de série no 11 et Flavia Pennetta (6-3, 6-4) qui joue sa dernière saison. Avant de perdre contre la future finaliste Lucie Šafářová, (6-73, 3-6), tête de série no 13 au bout de 1 h 54.
Le 9 juillet, elle atteint sa première finale de Grand Chelem au tournoi de Wimbledon en battant en demi-finale Agnieszka Radwańska, (6-2, 3-6, 6-3), ancienne finaliste du tournoi, pour la troisième fois de la saison, tête de série no 13 en 1 h 56,. Auparavant, elle bat Varvara Lepchenko (6-4, 6-1), Mirjana Lučić (6-3, 4-6, 6-2) et Angelique Kerber, tête de série no 10, (7-612, 1-6, 6-2), ancienne demi-finaliste du tournoi au bout d'un premier set très accroché pour passer en huitième (sa première victoire sur une Top 10 sur gazon) puis la Danoise Caroline Wozniacki, finaliste à l'US Open la saison passée et tête de série no 5, (6-4, 6-4) ainsi que Timea Bacsinszky, tête de série no 15, demi-finaliste à Roland Garros quelques semaines plus tôt et qui effectue son meilleur parcours dans le tournoi londonien à l'occasion de cette edition (7-5, 6-3) en 1 h 27 pour atteindre le dernier carré. En finale, elle affronte la légende no 1 mondiale Serena Williams, mais perd (4-6, 4-6) en seulement 1 h 24, manquant d'expérience à ce niveau,. Elle atteint le top 10 en simple pour la première fois de sa carrière grâce à cette excellente performance, qui constitue sa première finale sur gazon. Elle permet à l'Américaine de détenir grâce à cette victoire les quatre derniers tournois du grand Chelem.
Fin août, elle se sépare de son entraîneur Alejo Mancisidor, avec qui elle travaillait depuis 2010, après des défaites au premier tour des tournois de Toronto et Cincinnati. Elle remporte son premier match à l'US Open contre l'Allemande Carina Witthöft (6-2, 6-4) mais s'incline au second tour contre la Britannique Johanna Konta (6-7, 7-6, 2-6). Désormais entraînée par Sam Sumyk, elle réagit pour la tournée asiatique à Wuhan en étant tête de série no 5, en battant pour son premier match Sloane Stephens sèchement (6-2, 6-0) et Ana Ivanović (4-6, 6-1, 6-0) au tour suivant alors 9e mondiale. Se qualifiant pour les quarts de finale, et devenant la seule joueuse du top 10 encore en lice. À ce stade, elle bat facilement Anna Karolina Schmiedlová (6-2, 6-2), avant d'affronter en demi-finale Angelique Kerber tête de série no 6, dans leur quatrième duel de l'année, au terme d'un match rocambolesque où elle a demandé une interruption médicale à 3-3 dans le tie break avant de remporter les quatre suivants et donc le match (6-4, 7-65) malgré une blessure. Le 5 octobre, elle devient no 5 mondiale après avoir été finaliste au tournoi de Wuhan face à la championne Venus Williams, en abandonnant des suites de sa blessure la veille (3-6, 0-3 ab.). Il s'agit alors de sa meilleur performance dans un Premier 5 et de sa première finale dans un tournoi de cette catégorie. Une semaine après, le 11 octobre, elle remporte l'Open de Chine à Pékin face à la tête de série numéro 12, Timea Bacsinszky (7-5, 6-4) en 1 h 34 qui joue l'unique finale de sa carrière en Premier Mandatory. Auparavant, elle vainc la qualifiée Irina Falconi (6-2, 6-1), puis Mirjana Lučić (1-6, 6-2, 6-1) et une autre qualifiée, Bethanie Mattek-Sands (6-1, 7-5). Elle bat la 8e mondiale, Agnieszka Radwańska (4-6, 6-3, 6-4) pour la quatrième fois de l'année et la dernière fois de sa carrière, pour se qualifier pour la finale après 2 h 13 de match. C'est la première fois qu'elle remporte un tournoi Premier Mandatory, son plus beau trophée jusqu'à présent et elle devient numéro 4 mondiale à l'issue du tournoi avec 4 690 points, à un seul point de la troisième place occupée par Maria Sharapova. Le 26 octobre, elle devient no 3 mondiale, seulement derrière Serena Williams et Simona Halep.
Garbiñe est tête de série no 2 au Masters de Singapour qu'elle dispute pour la première fois et débute le 25 octobre. Elle est placée dans le groupe Blanc avec Petra Kvitová, Angelique Kerber et Lucie Šafářová. Lors de son premier match, elle s'impose face à Šafářová, (6-3, 7-64) en 1 h 56. Elle bat ensuite Kerber pour la quatrième fois en cinq confrontations cette saison (6-4, 6-4) en 1 h 38, puis Kvitova lors du troisième match de poule (6-4, 4-6, 7-5) au cours d'une grosse rencontre de 2 h 33 et atteindre pour la première fois le dernier carré dans cette compétition. C'est la première fois de sa carrière qu'elle élimine trois Top 10 dans un tournoi et la seule fois où elle battra la Tchèque Petra Kvitová . En demi-finale, elle s'incline devant Agnieszka Radwańska (7-65, 3-6, 5-7), alors qu'elle restait sur quatre victoires contre la Polonaise ce qui constitue une grande surprise et au bout de 2 h 38 de jeu. En double, elle se qualifie pour la finale en compagnie de Carla Suárez mais perdent sèchement (0-6, 3-6) contre Martina Hingis et Sania Mirza. Muguruza termine la saison à la 3e place mondiale.

### 2016.1ertitre enGrand Chelemà Roland-Garros, numéro 2 mondiale et fin de saison mitigée
Pour le premier tournoi du Grand Chelem à l'Open d'Australie, après deux premiers tours tranquilles gagnés contre l'Estonienne Anett Kontaveit qu'elle affronte pour la première fois (6-0, 6-4) et la Belge Kirsten Flipkens (6-4, 6-2), elle subit une défaite étonnante contre la Tchèque Barbora Strýcová qui atteint les huitièmes de finale pour la première fois en Australie en deux sets (3-6, 2-6).
En février, à Doha elle gagne facilement ses matchs contre la Japonaise Nao Hibino (6-2, 6-0) et la spécialiste de double Tímea Babos (6-2, 7-5) pour arriver en quart où elle perd (1-6, 7-5, 2-6) contre Andrea Petkovic. En mars à Miami, elle réalise malgré la défaite son meilleur parcours en Californie, battue au bout d'un superbe match contre Victoria Azarenka, future lauréate du tournoi, d'une belle intensité et de qualité tennistique en deux manches (6-76, 6-74) et deux heures. Elle se fait par contre sortir d'entrée à Indian Wells par la locale Christina McHale (5-7, 1-6).

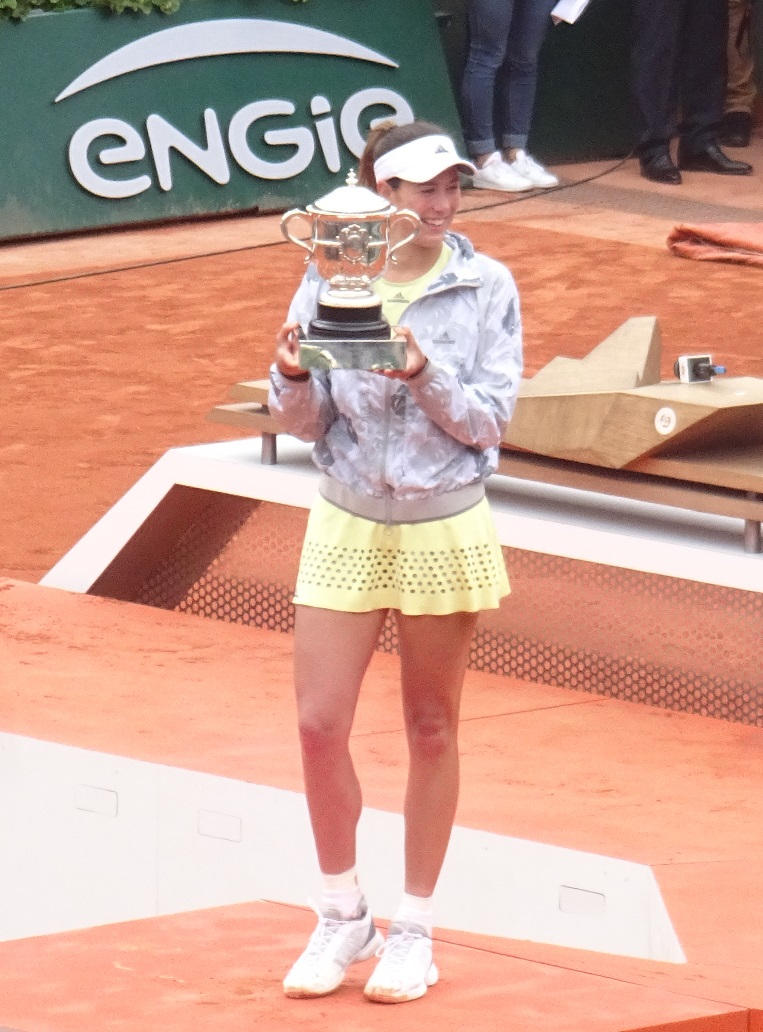
Garbiñe Muguruza lors de la cérémonie avec son trophée après sa victoire aux Internationaux de France en 2016.

Après deux premiers tournois décevant sur terre battue à Stuttgart où elle bat de nouveau Tímea Babos (6-2, 6-2) mais sort dans un match décousu contre la Tchèque Petra Kvitová, numéro sept mondiale (1-6, 6-3, 0-6) et Madrid où elle est défaite par la terrienne Irina-Camelia Begu (7-5, 6-7, 3-6) qui bat ainsi la joueuse la mieux classée dans sa carrière, elle atteint la demi-finale à Rome, en battant facilement Ekaterina Makarova (6-1, 6-0) et Jeļena Ostapenko (6-1, 6-4) qui joue pour la première fois le tournoi italien. Elle affronte la 10e mondiale spécialiste de la surface Timea Bacsinszky, demi-finaliste l'année passée à Roland Garros, et gagne après un match assez disputé dans le premier set (7-5, 6-2) en 1 h 57. Elle perdra contre l'Américaine Madison Keys en deux manches (65-7, 4-6), perdant une occasion d'affronter la reine Serena Williams.
Pour la deuxième levée du Grand Chelem à Roland-Garros en tant que tête de série no 4, elle bat comme il y a deux ans Anna Karolína Schmiedlová, (3-6, 6-3, 6-3) au premier tour, puis la Française Myrtille Georges (6-2, 6-0), invitée et qui joue son unique deuxième tour en Grand Chelem en carrière et la Belge Yanina Wickmayer en leur infligeant à chaque fois un 6-0 dans la deuxième manche (6-3, 6-0). Elle s'impose ensuite (6-3, 6-4) face à la Russe Svetlana Kuznetsova, lauréate en 2009,. Qualifiée pour les quarts de finale, elle fait face à l'Américaine Shelby Rogers, auteure de son unique quart de finale Porte d'Auteuil et qui figure parmi les surprises du tournoi qu'elle vainc (7-5, 6-3) en 1 h 21, ce qui lui permet d'accéder pour la première fois aux demi-finales à Roland-Garros, où elle affronte l'Australienne Samantha Stosur 24e mondiale, finaliste en 2010. Elle s'impose en deux sets (6-2, 6-4) en 1 h 17 pour se qualifier pour sa deuxième finale en Grand Chelem où elle rencontre la no 1 mondiale Serena Williams,. Elle gagne en deux sets (7-5, 6-4) en 1 h 43 minutes de jeu et s'adjuge son premier tournoi du Grand Chelem à 22 ans,, contre la légende Américaine qui dispute alors sa dernière finale à Paris. Après ce match elle dira, qu'elle « ne le croyait pas et aller servir pour remporter Roland-Garros »,.Toute la presse et les sportifs espagnols saluent la performance de Garbiñe Muguruza. Grâce à cette performance, Muguruza change de perspective avec ce titre et devient no 2 mondiale au classement WTA du 6 juin. Il s'agit de sa deuxième victoire contre une numéro une en carrière.
Pour la partie sur herbe cette année, elle entame un tournoi préparatif chez elle, en perdant d'entrée à Majorque, voyant Kirsten Flipkens prendre sa revanche (3-6, 4-6) , avant d'aborder et défendre les points de sa finale à Wimbledon l'an passée. Elle passe difficilement en plus de deux heures et demie, Camila Giorgi (6-2, 5-7, 6-4), avant de perdre à la surprise générale contre la qualifiée Jana Čepelová, 124e (3-6, 2-6) sans avoir opposé de résistance.
Aux Jeux olympiques de Rio, en simple après deux premiers tours expéditifs, écrasant la Roumaine Andreea Mitu (6-2, 6-2) et la Japonaise Nao Hibino (6-1, 6-1) , elle perd en huitième de façon surprenante et sèchement (1-6, 1-6) dans un match achevé en à peine une heure contre la Portoricaine Mónica Puig, 34e mondiale mais qui deviendra la nouvelle championne olympique. En double associée avec Carla Suárez Navarro, elles perdent en quart contre la paire Ekaterina Makarova/Elena Vesnina (3-6, 4-6), qui deviendront également championnes olympiques.
Alors qu'elle devait disputer le double mixte aux côtés de Rafael Nadal, à cause de l'organisation, Nadal renonce finalement à jouer le mixte. La semaine suivante, pour le tournoi de Cincinnati, elle passe Coco Vandeweghe (7-64, 6-2), puis Anastasia Pavlyuchenkova (7-5, 6-1) et en quart la qualifiée Tímea Babos (6-4, 6-3), avant de perdre encore sèchement contre la Tchèque Karolína Plíšková future lauréate, 17e mondiale (1-6, 3-6) en juste une heure de jeu et qui disputera quelques semaines plus tard sa première finale en Grand Chelem à l'US Open. Pour sa quatrième participation consécutive, elle ne passe pas le second tour perdant de façon surprenante à l'US Open contre Anastasija Sevastova (5-7, 4-6), future quart de finaliste, après avoir renversé difficilement son premier tour contre la Belge qualifiée Elise Mertens (2-6, 6-0, 6-3), confirmant depuis difficilement son titre à Paris. Elle s'incline en quarts de finale de Tokyo contre l'Ukrainienne Elina Svitolina (2-6, 6-4, 3-6) puis d'entrée à Wuhan contre Jelena Janković qu'elle affronte pour la dernière fois de sa carrière (4-6, 6-7). Elle défend son titre à Pékin début octobre et parvient à renverse la Roumaine Irina-Camelia Begu (2-6, 6-2, 6-3) et bat la Kazakh Yulia Putintseva (6-2, 7-6) avant de tomber de nouveau face à Petra Kvitová (1-6, 4-6) en huitièmes de finale.
Elle démarre le Masters en tant que tête de série no 5 (6e au classement mais grâce à l'absence de Serena Williams) avec une défaite après un match accroché contre Karolína Plíšková (2-6, 7-64, 5-7). Elle poursuit sa course avec une deuxième défaite lourde (6-71, 3-6) contre Agnieszka Radwańska, disputant sa dernière rencontre contre la Polonaise, lui assurant l'élimination du tournoi. Malgré cela, elle conclut l'année positivement avec une belle victoire sur la tête de série no 8 Svetlana Kuznetsova après 1 h 34 de jeu (3-6, 6-0, 6-1).

### 2017.2etitre en Grand Chelem à Wimbledon,1ertitre enPremier 5à Cincinnati,no1mondiale et championne du monde
Elle commence sa saison par plusieurs belles victoires à Brisbane contre la locale Samantha Stosur (7-5, 6-7, 7-5), contre la Russe Daria Kasatkina (7-5, 3-6, 7-6) et la vétéran Svetlana Kuznetsova qu'elle avait battu quelques mois plus tôt au Masters de fin d'année (7-5, 6-4). Elle est contrainte à l'abandon contre la Française Alizé Cornet (1-4 ab.) en demi-finale.
Pour le premier tournoi du Grand Chelem à l'Open d'Australie, elle passe les deux premiers tours contre Marina Erakovic et Samantha Crawford, qui disputent leur dernier Open d'Australie sur le même score (7-5, 6-4). Elle domine par la suite Anastasija Sevastova (6-4, 6-2) et la Roumaine Sorana Cîrstea (6-2, 6-3) qui atteint pour la première fois de sa carrière ce niveau à Melbourne et se qualifie ainsi pour ses premiers quarts de finale dans le tournoi australien. Cependant, alors favorite, elle se fait dominer par l'Américaine Coco Vandeweghe (4-6, 0-6) en 1 h 23, dépassée par la puissance et la qualité de jeu de son adversaire, qui n'a jamais atteint ce niveau en Grand Chelem.
Elle participe ensuite à la Fed Cup face à la République tchèque. Elle remporte son premier match dans la douleur face à la 17e mondiale, Barbora Strýcová (6-0, 3-6, 6-1). Elle est rapidement vaincue par Karolína Plíšková (2-6, 2-6), laissant ainsi les Tchèques aller en demi-finale. Pour la tournée émiratie, à Doha, elle remporte sans encombre son premier match face à la modeste Çağla Büyükakçay (6-3, 6-2) mais se fait surprendre par la Chinoise Zhang Shuai dans un gros match (6-73, 6-3, 5-7), puis elle abandonne d'entrée de tournoi à Dubaï face à Kateryna Bondarenko.
Lors du tournoi d'Indian Wells, Muguruza se qualifie pour les quarts de finale, son meilleur résultat jusqu'alors en Californie. Battant Kirsten Flipkens (6-2, 6-3), puis difficilement la jeune Américaine Kayla Day de 17 ans (3-6, 7-5, 6-2) qui joue son premier tournoi dans cette catégorie, avant de battre la 10e mondiale, Elina Svitolina (7-65, 1-6, 6-0), elle perdra de nouveau contre la Tchèque 3e mondiale Karolína Plíšková, (6-72, 6-75) en 1 h 56 dans un match de qualité. Elle parvient en huitièmes de finale, son meilleur résultat au tournoi de Miami sur dur. Elle vainc lors de ce dernier difficilement d'entrée Christina McHale après avoir subie une bulle (0-6, 7-66, 6-4), puis la Chinoise Zhang Shuai à nouveau en trois sets en perdant la première manche (4-6, 6-2, 6-2), et abandonnant finalement au 4e tour après la perte du premier set contre Caroline Wozniacki (future finaliste et ancienne numéro une).

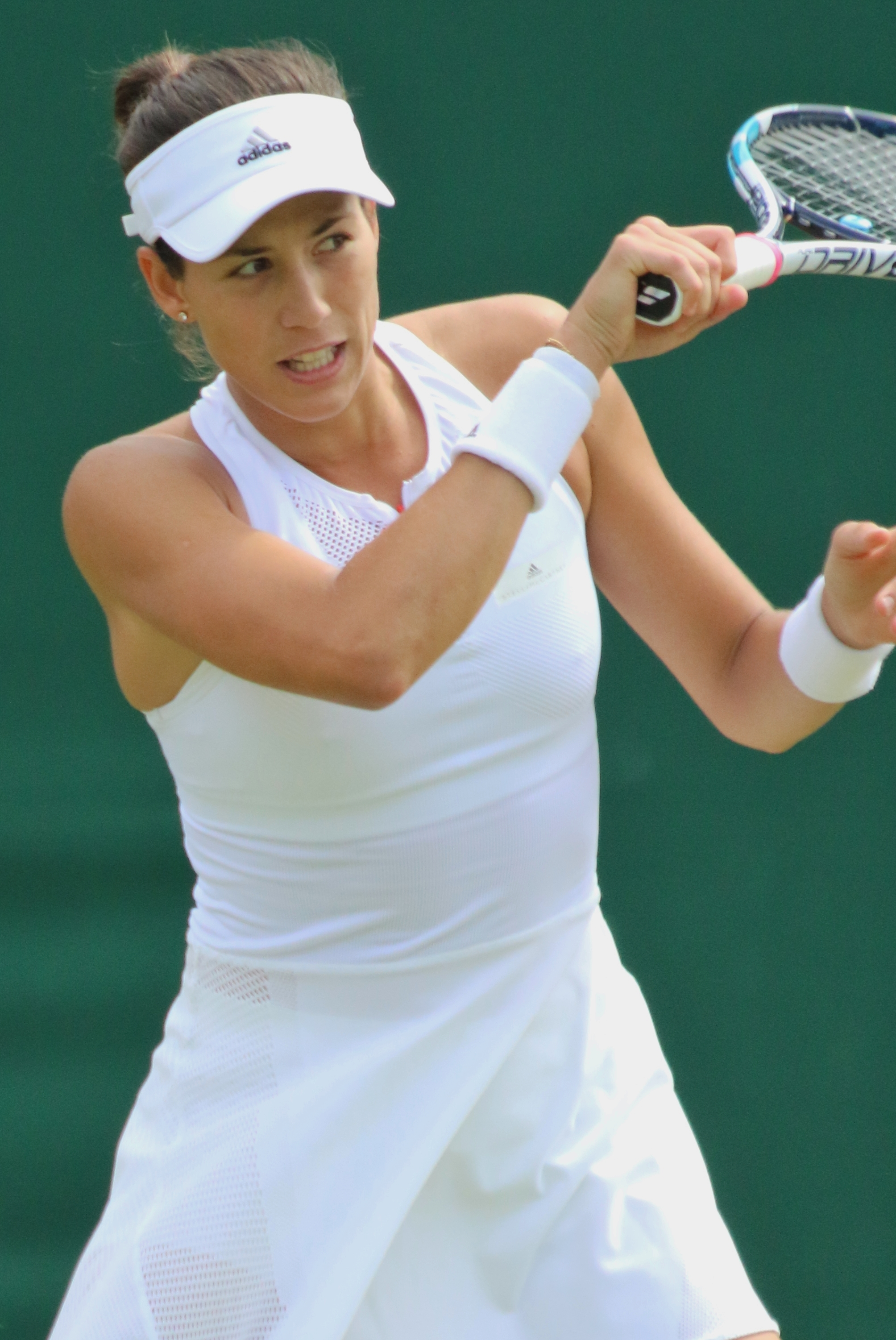
Garbiñe Muguruza à Wimbledon en 2017.

La terre battue commence, sa meilleure surface avec une défaite d'entrée à Stuttgart face à la qualifiée Anett Kontaveit (6-2, 6-7, 1-6), puis une autre contre-performance au tournoi de Madrid chez elle, en perdant (1-6, 3-6) sèchement contre sa victime préférée Timea Bacsinszky, sa seule défaite en carrière contre la Suissesse, demi-finaliste quelques semaines plus tard à Roland Garros.
Elle rebondit au tournoi de Rome, en passant au second tour la qualifiée Jeļena Ostapenko (2-6, 6-2, 6-1) future vainqueur de Roland Garros à la surprise des observateurs, Julia Görges (7-5, 6-4) et la tête de série numéro 9, Venus Williams (6-2, 3-6, 6-2) en quart de finale. Après 22 minutes de jeu, elle abandonne à nouveau (diminuée par une douleur au cou) contre Elina Svitolina, ce qui permet à cette dernière de se qualifier pour la finale le plus rapidement possible.
Garbiñe arrive sans trop de confiance à Roland-Garros avec la défense de son titre. Elle bat la lauréate de l'édition 2010, Francesca Schiavone (6-4, 6-2) facilement, puis Anett Kontaveit dans un match compliqué mais prenant sa revanche de Stuttgart (6-74, 6-4, 6-2). Elle repousse les attaques de la Kazakh Yulia Putintseva (7-5, 6-2), quart de finaliste de l'édition 2016 et se qualifiant pour la deuxième semaine. Elle affronte la 14e mondiale Kristina Mladenovic, dans un match perturbé par les cris du public et l'attitude de la Française, et s'incline ainsi (1-6, 6-3, 3-6) laissant son adversaire disputer son unique quart de finale Porte d'Auteuil. L'Espagnole est partagée entre frustration, colère et déception sur son niveau de jeu, tombant en pleurs lors de sa conférence d'après-match : jugeant le public trop dur à son égard et le comportement de Mladenovic assez limite. Cette défaite a pour conséquence de la faire sortir du Top 10.
Lors de la tournée sur gazon, elle atteint d'abord les demi-finales à Birmingham mais perd en trois sets (6-4, 3-6, 4-6) contre la révélation du tournoi, l'Australienne Ashleigh Barty, de retour cette saison sur le circuit et perd au second tour (d'entrée de tournoi) à Eastbourne contre Barbora Strýcová sèchement (1-6, 0-6).
Débute Wimbledon, Muguruza coachée par sa compatriote Conchita Martínez en l'absence de son coach Sam Sumyk, passe facilement ses premiers tours sans perdre de set contre une spécialiste de la surface, Ekaterina Alexandrova et la Belge Yanina Wickmayer sur le même score (6-2, 6-4), et la Roumaine Sorana Cîrstea (6-2, 6-2) pour arriver jusqu'en huitième. À ce stade, elle vainc la no 1 mondiale Angelique Kerber (4-6, 6-4, 6-4), finaliste de l'édition précédente au terme d'un match d'une excellente qualité tennistique et d'une grande intensité physique, en 2 h 20 et ainsi se qualifie pour les quarts de finale,. En quart de finale, elle bat encore la no 8 mondiale Svetlana Kuznetsova, (6-3, 6-4) en 1 h 15 et se qualifie pour sa deuxième demi-finale à Wimbledon après 2015,. Dans ce dernier carré, elle sort facilement la surprise du tournoi, Magdaléna Rybáriková 87e mondiale, (6-1, 6-1), auteure de son meilleur parcours en Grand Chelem en carrière en tout juste une heure de jeu se qualifiant ainsi pour sa deuxième finale à Wimbledon après celle de 2015,, à l'issue de laquelle, elle s'adjuge son 2e titre en Grand Chelem en carrière à Wimbledon en battant la quintuple championne Venus Williams alors 11e mondiale et disputant sa dernière finale de Grand Chelem en carrière, dans un match très maîtrisé (7-5, 6-0) en seulement 1 h 17. Elle écarte deux balles de break à 4-5 en faveur de l'Américaine, avant d'aligner neuf jeux consécutifs. C'est son meilleur résultat de l'année et le meilleur de sa carrière avec son titre à Roland-Garros en 2016 et sa première finale depuis Paris,. 
Elle devient la première joueuse à avoir battu les deux sœurs Williams en finale de Grand Chelem. Elle devient aussi la seconde joueuse Espagnole à remporter le tournoi, après sa coach Conchita Martínez en 1994.
Le dimanche soir arrive le traditionnel gala de clôture en l'honneur des joueurs vainqueurs des différents tournois homme et femme. Enfin, grâce à ce titre, Muguruza fait un bond de 10 places au classement du 17 juillet, passant de la 15e à la 5e place mondiale.
Elle revient sur le court avec la surface dur en tant que tête de série numéro 1, au tournoi de Stanford avec l'envie de confirmer sa victoire. Passant pour cela facilement Kayla Day (6-2, 6-0) et Ana Konjuh (6-1, 6-3), mais butant (3-6, 2-6) en demi-finale contre la tête de série numéro 3, Madison Keys qui gagnera le tournoi. A Toronto, elle chute en quart de finale (6-4, 4-6, 3-6) après une interruption pour cause de pluie à la fin du premier set, mais perd les deux sets suivant le lendemain face à la 5e mondiale, Elina Svitolina alors la future lauréate. Ce sera son meilleur résultat au Premier 5 canadien. Dernier tournoi préparatoire à Cincinnati, Garbiñe passe tranquillement Beatriz Haddad Maia, qui joue pour la première fois le tournoi puis prend sa revanche sur la tête de série numéro 16, Madison Keys (6-4, 3-6, 7-63) non sans avoir écarté trois balles de match dans le même jeu alors qu'elle était menée 6-5 dans le troisième set. Elle glane ainsi son seul match contre l'Américaine durant sa carrière. Match marathon, intense et physique, elle s'impose (6-2, 5-7, 7-5) après 2 h 48 de jeu contre la 8e mondiale, Svetlana Kuznetsova, se qualifiant pour le dernier carré comme l'année passée. Elle affronte ensuite la no 1 mondiale (sa dernière victoire en carrière contre une numéro une) Karolína Plíšková, qu'elle bat (6-3, 6-2) en 1 h 19 pour la deuxième fois en 8 rencontres. Elle s'impose finalement face à la no 2 mondiale Simona Halep, en seulement 56 minutes (6-1, 6-0) et remporte ainsi le 5e titre de sa carrière et son premier sur le sol américain. Cette victoire lui permet d'occuper la première place au classement Race et de remonter sur le podium au classement WTA.
En tant que favorite pour le titre à l'US Open, Garbiñe Muguruza passe facilement en huitièmes de finale en battant Varvara Lepchenko (6-0, 6-3), Duan Ying-Ying (6-4, 6-0) et Magdaléna Rybáriková (6-1, 6-1) qu'elle retrouve. Elle s'incline ensuite alors qu'elle dispute pour la première fois la deuxième semaine à New York contre la tête de série numéro 13, Petra Kvitová (6-73, 3-6) dans un match agressif et complet de la Tchèque, ancienne numéro deux mondiale. L'Espagnole devient no 1 mondiale à l'issue du tournoi pour la première fois de sa carrière à la suite de la défaite de Karolína Plíšková en quarts de finale. C'est la première fois que le tennis espagnol occupe la première place simultanément chez les femmes et chez les hommes, avec Rafael Nadal et elle devient la première Espagnole à prendre place sur le trône depuis Arantxa Sánchez Vicario, 22 ans plus tôt.
Côté Asie, à Tokyo, elle s'aventure jusqu'en demi-finale avec des victoires facile sur la championne olympique Mónica Puig et Caroline Garcia, mais s'incline sèchement (2-6, 0-6) face à Caroline Wozniacki qu'elle joue pour la dernière fois de sa vie, alors 6e mondiale qui gagnera le tournoi. À Wuhan, en Chine, elle tombe en quart de finale contre Jeļena Ostapenko (6-1, 3-6, 2-6) alors 10e mondiale après des victoires sur l'Ukrainienne Lesia Tsurenko (6-4, 6-4) et la qualifiée Magda Linette (6-2, 1-6, 6-4), puis concède une défaite d'entrée à Pékin contre Barbora Strýcová concédant son cinquième abandon de l'année (1-6, 0-2.). Cette défaite met fin à sa place de numéro une mondiale qu'elle concède à la Roumaine Simona Halep, finaliste à Roland Garros et qui occupe cette place pour la première fois de sa carrière. L'Espagnole ne reviendra plus au sommet du classement WTA et deviendra la deuxième joueuse à occuper ce rang le moins de temps (quatre semaines).
Elle est élue joueuse de l'année 2017 par la WTA le 20 octobre à l'occasion des WTA Player Awards à Singapour. Au Masters, elle échoue au stade des matchs de poule dans le Groupe Blanc, un groupe compliqué avec la no 3 mondiale Karolína Plíšková, la no 5 mondiale, Venus Williams et la no 7 mondiale Jeļena Ostapenko. Elle remporte son premier match face à la jeune Lettonne Ostapenko (6-3, 6-4) en 1 h 25, mais se fait sévèrement battre par la Tchèque Plíšková (2-6, 2-6) en seulement 59 minutes et toujours en délicatesse physique. Pour se qualifier pour les demi-finales, elle doit absolument remporter son troisième match, match qu'elle perd en deux sets contre l’aînée des sœurs Williams, Venus, sur le score de (5-7, 4-6) en 1 h 37 ce qui constitue son dernier match contre la légende Américaine.
Muguruza termine sa saison 2017 à la deuxième place mondiale, à seulement 40 points de la no 1 Simona Halep. Elle est de plus désignée championne du monde par la Fédération internationale de tennis.

### 2018. Demi-finale à Roland Garros, 6etitre à Monterrey, finale à Doha mais reste de la saison décevant et sortie du top 10
Son début d'année est compliqué avec un abandon dès le premier match à Brisbane contre Aleksandra Krunić dans le troisième set en raison de crampes (7-5, 6-7, 2-1 ab.). Elle demande une wild card pour disputer le tournoi de Sydney, mais déclare forfait avant de disputer son quart de finale face à la locale Daria Saville après avoir battu la Néerlandaise Kiki Bertens (6-3, 7-6) . À l'Open d'Australie, elle déçoit en s'inclinant au 2e tour contre la Taïwanaise Hsieh Su-wei (61-7, 4-6), après avoir éliminé la Française invitée Jessika Ponchet (6-4, 6-3) qui dispute son premier tableau final de Grand Chelem.
Elle rebondit en février au tournoi de Doha. Alors exemptée de 1er tour, elle passe la qualifiée Duan Ying-Ying (6-3, 6-4) et Sorana Cîrstea (6-0, 6-4) sans perdre de set, puis réussit à vaincre la 7e mondiale, Caroline Garcia (3-6, 6-1, 6-4), sa première victoire de l'année sur une Top 10 pour atteindre le dernier carré. Elle profite ensuite du forfait de la no 2 mondiale, Simona Halep blessée au pied droit. En finale, après le gain de la première manche, elle finit par s'incliner (6-3, 3-6, 4-6) après 2 h 16 de jeu contre Petra Kvitová tête de série numéro 16 dans sa troisième finale dans cette catégorie. Malgré la défaite, elle grimpe d'une place au classement pour retourner à la 3e place mondiale. La semaine suivante à Dubaï, elle atteint les quarts de finale après sa victoire (6-3, 7-5) sur Catherine Bellis au terme d'un bon second set, et affronte à nouveau Caroline Garcia au même stade, qu'elle vainc encore une fois mais en deux manches (7-5, 6-2), sa dernière victoire sur une Top 10 cette année-là. Elle s'incline en demi-finale dans une rencontre à retournement en menant d'un set face à la Russe Daria Kasatkina qui finit par s'imposer (6-3, 6-711, 1-6) après un long tie-break dans la 2e manche. 
En mars, elle s'incline d'entrée (6-2, 5-7, 1-6) contre la locale centième mondiale, Sachia Vickery à Indian Wells après avoir mené 6-2, 3-0. Ensuite, à Miami, elle profite d'entrée du forfait d'Amanda Anisimova, puis bat facilement Christina McHale (6-2, 6-1) avant d'être vaincue (3-6, 4-6) par Sloane Stephens, vainqueur du dernier US Open et future gagnante du tournoi.
Entraînée par Conchita Martínez pour quelques tournois, cette dernière annonce la fin de leur association le 28 mars 2018. À Monterrey, l'Espagnole remporte son sixième tournoi en ne perdant qu'un seul set face à la spécialiste de double Tímea Babos, qui dispute sa dernière finale en simple de sa carrière (3-6, 6-4, 6-3) en finale au bout de 2 h 20 de jeu. Elle n'avait laissé qu'au plus cinq jeux à chacune de ses adversaires auparavant, éliminant la locale invitée Renata Zarazúa (6-1, 6-1), l'Américaine Alison Riske (6-2, 6-3), l'Australienne Ajla Tomljanović (6-3, 6-0) et la Roumaine Ana Bogdan (6-0, 7-5).
Elle commence la tournée européenne sur terre fin avril et essuie deux défaites d'entrée à Stuttgart contre Anastasia Pavlyuchenkova (5-7 ab.) et à Rome contre Daria Saville (7-5, 2-6, 6-7) mais parvient à passer deux tours à Madrid, dans son pays natal contre la Chinoise Peng Shuai qui dispute pour la dernière fois le tournoi madrilène et renverse la Croate Donna Vekić (2-6, 6-4, 6-1), s'inclinant de nouveau contre la spécialiste de terre Daria Kasatkina (2-6, 6-4, 3-6), quart de finaliste cette saison à Roland Garros.
À Roland-Garros, elle revient à son meilleur niveau en battant successivement Svetlana Kuznetsova (7-60, 6-2) pour leur dernière confrontation au premier tour, ancienne lauréate de l'épreuve, puis la Française Fiona Ferro (6-4, 6-3), qui vient de gagner son premier match en Majeur, et après sèchement l'Australienne Samantha Stosur (6-0, 6-2), ancienne finaliste. Elle bénéficie alors de l'abandon de son opposante l'Ukrainienne Lesia Tsurenko après 2 jeux en huitièmes de finale. Elle gagne ensuite brillamment son quart de finale contre Maria Sharapova (6-2, 6-1), ancienne gagnante vainqueur du tournoi et qui dispute son dernier Roland en seulement 1 h 10, pour atteindre une nouvelle fois la demi-finale du tournoi,. Elle s'incline contre la no 1 mondiale, Simona Halep (1-6, 4-6) en 1 heure 32 de jeu, qui gagnera son premier Grand Chelem deux jours plus tard.
À deux semaines du tournoi de Wimbledon, elle s'incline au deuxième tour du tournoi de Birmingham face à Barbora Strýcová (2-6, 4-6) après avoir écrasé Anastasia Pavlyuchenkova (6-1, 6-2) . Tenante du titre de Wimbledon, elle est éliminée prématurément au deuxième tour par la Belge Alison Van Uytvanck (7-5, 2-6, 1-6), vainqueur de sa première victoire sur une Top 10 en carrière après une victoire au premier tour sur la Britannique Naomi Broady (6-2, 7-5).
Sur la route de l'US Open, elle déclare forfait consécutivement au tournoi de San José et à la Coupe Rogers à cause d'une blessure au bras droit. Elle passe en 5 semaines de la place numéro 3 à la 9e au classement WTA. Elle revient sur les courts de tennis au tournoi de Cincinnati pour défendre son titre, mais est à nouveau éliminée dès le deuxième tour par l'Ukrainienne Lesia Tsurenko (6-2, 4-6, 4-6). Après plus d'une année dans le top 10, sa défaite la fait sortir de ce classement pour occuper la 12e place. Son parcours décevant se confirme lors de l'US Open où elle est éliminée dès le deuxième tour par la qualifiée Karolína Muchová, 202e qui dispute son premier tableau final de Grand Chelem en 3 sets (6-3, 4-6, 4-6) après avoir sortie la Chinoise Zhang Shuai (6-3, 6-0) .
Pendant sa tournée en Asie, elle sort la Suissesse Belinda Bencic (6-2, 6-4) est éliminée à nouveau au deuxième tour par l'Américaine et qualifiée Alison Riske, 75e, en deux sets expéditifs (1-6, 2-6) au tournoi de Tokyo. À Wuhan, elle atteint les huitièmes de finale après une revanche sur la Belge Alison Van Uytvanck (6-4, 6-0) et une autre victoire sur la qualifiée Viktorija Golubic (6-0, 6-1) avant d'être éliminée par la Tchèque et qualifiée Kateřina Siniaková (6-73, 6-71). Au tournoi de Pékin, elle est éliminée par la Biélorusse et star montante du tennis Aryna Sabalenka lors de son premier match (5-7, 4-6). Elle arrive à atteindre les demi-finales du tournoi de Hong Kong après avoir éliminé sa compatriote Sara Sorribes Tormo (6-3, 6-1), la Roumaine Ana Bogdan (6-2, 6-1) et la Thaïlandaise Luksika Kumkhum (6-2, 7-5). Après un match au coude-à-coude, elle est éliminée par la Chinoise Wang Qiang (7-65, 4-6, 5-7) vainqueur de deux tournois sur les trois derniers mois. Enfin, elle est éliminée au deuxième tour du tournoi de Luxembourg par l'Ukrainienne Dayana Yastremska (2-6, 3-6).
Avec une saison en demi-teinte, elle se qualifie pour le Masters « bis » à Zhuhai. Elle remporte ses deux matchs de poules (contre Zhang Shuai et Anastasija Sevastova) et se qualifie pour les demi-finales. Elle se fait battre de nouveau par une Wang Qiang expéditive (2-6, 0-6), terminant l'année 18e mondiale en simple.

### 2019. 7etitre à Monterrey et fin d'une collaboration
Garbiñe Muguruza commence son année à la Hopman Cup avec son compatriote David Ferrer. En simple, elle remporte un match de poule face à Alizé Cornet (6-1, 6-3) mais s'incline face à l'Allemande Angelique Kerber (2-6, 6-3, 3-6) et contre l'Australienne Ashleigh Barty (3-6, 4-6), vainqueur de Roland Garros quelques mois plus tard. En double, la paire ne remporte aucun des deux matchs qu'ils disputent ensemble (Muguruza devant déclarer forfait pour le dernier double contre l'Australie). Ils finissent avant-derniers de leur poule. Elle prend part ensuite au tournoi de Sydney où elle s'arrête en huitièmes de finale, devant déclarer forfait contre la Néerlandais Kiki Bertens, neuvième joueuse mondiale, après avoir battu sa compatriote Suárez Navarro (6-3, 6-4).
Lors du premier Grand Chelem de la saison, l'Open d'Australie, elle s'arrête en huitièmes de finale face à Karolína Plíšková (3-6, 1-6) après avoir battu la Chinoise Zheng Saisai (6-2, 6-3), la Britannique Johanna Konta (6-4, 6-73, 7-5) dans un match historique qui commence à 0 h 15 et se termine à 3 h 12 et Timea Bacsinszky (7-65, 6-2) qui joue sa dernière saison sur le circuit.
À Hua Hin, elle commence le tournoi en tant que tête de série no 1. Son parcours s'arrête au quart de finale où elle est battue par la futur vainqueur du tournoi, Dayana Yastremska (6-75, 1-6). Elle aura battu les Allemandes Sabine Lisicki (6-3, 6-4) qui joue sa dernière saison en carrière et Mona Barthel (6-3, 7-5). Deux semaines après, à Dubaï, elle retrouve sa tombeuse au premier tour mais cette fois-ci inverse la tendance en la battant en trois sets (4-6, 6-3, 6-3). Elle élimine ensuite Zheng Saisai (7-5, 6-2) avant d'être à son tour éliminée par la tenante du titre, Elina Svitolina (1-6, 2-6), numéro six mondiale.
Au tournoi d'Indian Wells, elle se qualifie jusqu'aux quarts de finale après avoir battue l'Américaine Lauren Davis (6-1, 6-3), la no 10 mondiale Serena Williams qui abandonne pour son dernier match dans le tournoi (6-3, 1-2 ab.) puis la numéro 7 mondiale, Kiki Bertens (5-7, 6-1, 6-4). Son parcours s'arrête après sa défaite face à la jeune Canadienne Bianca Andreescu (0-6, 1-6), révélation de la saison et qui remportera en fin d'année l'US Open. Seulement tête de série no 10 à Miami, elle est éliminée dès son entrée en lice par la 138e mondiale Monica Niculescu (6-70, 6-4, 2-6). Elle joue ensuite au tournoi de Monterrey. Tenante du titre, elle réussit à le conserver après avoir éliminé la Roumaine Elena-Gabriela Ruse (6-4, 7-64), la Russe Margarita Gasparyan (6-3, 6-71, 6-2), la Française Kristina Mladenovic (6-1, 7-65), la Slovaque Magdaléna Rybáriková (6-2, 6-3) et finalement Victoria Azarenka sur abandon (6-1, 3-1 ab.). Elle remporte ainsi son septième titre en carrière et devient la seconde joueuse après Anastasia Pavlyuchenkova à conserver son titre au Mexique. 
Alors que l'Espagne doit passer par les barrages pour espérer jouer dans le tableau principal de la Fed Cup, elle est appelée par Medina Garrigues pour jouer face à la Belgique. Elle perd ses deux matchs en simple face à Kirsten Flipkens (3-6, 6-4, 4-6) et Ysaline Bonaventure (4-6, 6-0, 4-6) mais offre la victoire à son pays dans le double décisif avec sa compatriote et ancienne partenaire régulière Carla Suárez Navarro (7-64, 2-6, 6-2).
Inscrite au tournoi de Stuttgart, elle déclare forfait, malade. S'ensuit le tournoi de Madrid où elle est éliminée dès son entrée en lice face à Petra Martić (5-7, 6-72). À Rome, elle élimine la Chinoise Zheng Saisai (6-3, 6-4) et l'Américaine Danielle Collins (6-4, 4-6, 6-2), demi-finaliste à Melbourne. En huitièmes de finale, elle rencontre à nouveau Victoria Azarenka mais est obligée d'abandonner au cours du deuxième set (4-6, 1-3), blessée à la cuisse gauche.
À Roland Garros, elle inaugure le nouveau court Simonne-Mathieu en battant l'Américaine Taylor Townsend (5-7, 6-2, 6-2). Elle élimine ensuite la Suédoise Johanna Larsson (6-4, 6-1) puis la numéro 9 mondiale, Elina Svitolina (6-3, 6-3), sa première victoire sur ocre sur une Top 10 depuis près de trois ans. Elle est finalement éliminée en huitièmes de finale part l'Américaine, finaliste l'année passée et numéro 7 mondiale Sloane Stephens (4-6, 3-6). À l'issue de ce Roland-Garros, elle quitte le Top 20 en perdant six places au classement, à présent numéro 25 mondiale.
Elle ne joue aucun tournoi en préparation de Wimbledon. Elle est éliminée dès le premier tour par la Brésilienne Haddad Maia, sa pire performance en Grand Chelem depuis trois saisons (4-6, 4-6). Peu de temps après, le 9 juillet, elle annonce sur Twitter qu'elle se sépare de son entraîneur, le Français Samuel Sumyk, qui l'entraînait depuis quatre ans et avec qui elle avait gagné deux titres du Grand Chelem et grimpé jusqu'à la première place mondiale.
Devant déclarer forfait à Toronto, blessée à la jambe, elle ne participe qu'à un tournoi sur la route de l'US Open. Ainsi, elle joue le tournoi de Cincinnati mais est éliminée dès le premier tour par la future lauréate, Madison Keys (7-64, 6-75, 4-6), demi-finaliste l'année passée à New York.
À l'US Open, elle chute d'entrée face à locale Alison Riske (6-2, 1-6, 3-6) au premier tour, encaissant une troisième défaite consécutive.
S'ensuit une fin de saison peu reluisante. Elle est éliminée dès le 1er tour aux tournois d'Osaka par Hsieh Su-wei (6-3, 6-71, 1-6) et de Pékin pour sa dernière participation en carrière au tournoi chinois par Sofia Kenin (0-6, 6-2, 2-6), qui remportera quelques mois plus tard l'Open d'Australie. À Wuhan, elle bat la Chinoise Peng Shuai (6-3, 6-2) avant d'être encore sortie par Elina Svitolina (5-7, 2-6).
En fin de saison, elle annonce le début d'une nouvelle collaboration avec l'ancienne joueuse espagnole Conchita Martínez avec qui elle avait déjà travaillé pendant la saison 2017.
Elle finit l'année à la 36e place en simple, son pire classement depuis six ans et à la 476e en double.

### 2020. Finale à Melbourne et demi-finale à Rome
Pour commencer sa saison, Garbiñe s'inscrit au tournoi de Shenzhen où elle est tête de série no 6. Pour la première fois depuis Roland-Garros, elle remporte son premier match face à la Chinoise Wang Xinyu (3-6, 6-3, 6-0). Elle enchaîne deux victoires face à l'Américaine Shelby Rogers (6-1, 7-62) et la Kazakhe Zarina Diyas (6-4, 2-6, 6-4). Elle est finalement éliminée en demi-finale par la future vainqueur, la Russe Ekaterina Alexandrova (4-6, 3-6). Elle enchaîne ensuite par le tournoi de Hobart en tant que tête de série no 2. Elle élimine facilement la Chinoise Wang Yafan (6-1, 7-5) puis plus difficilement la Tunisienne Ons Jabeur (3-6, 6-3, 7-64). Elle déclare finalement forfait avant son quart de finale face à la Russe Veronika Kudermetova étant malade.

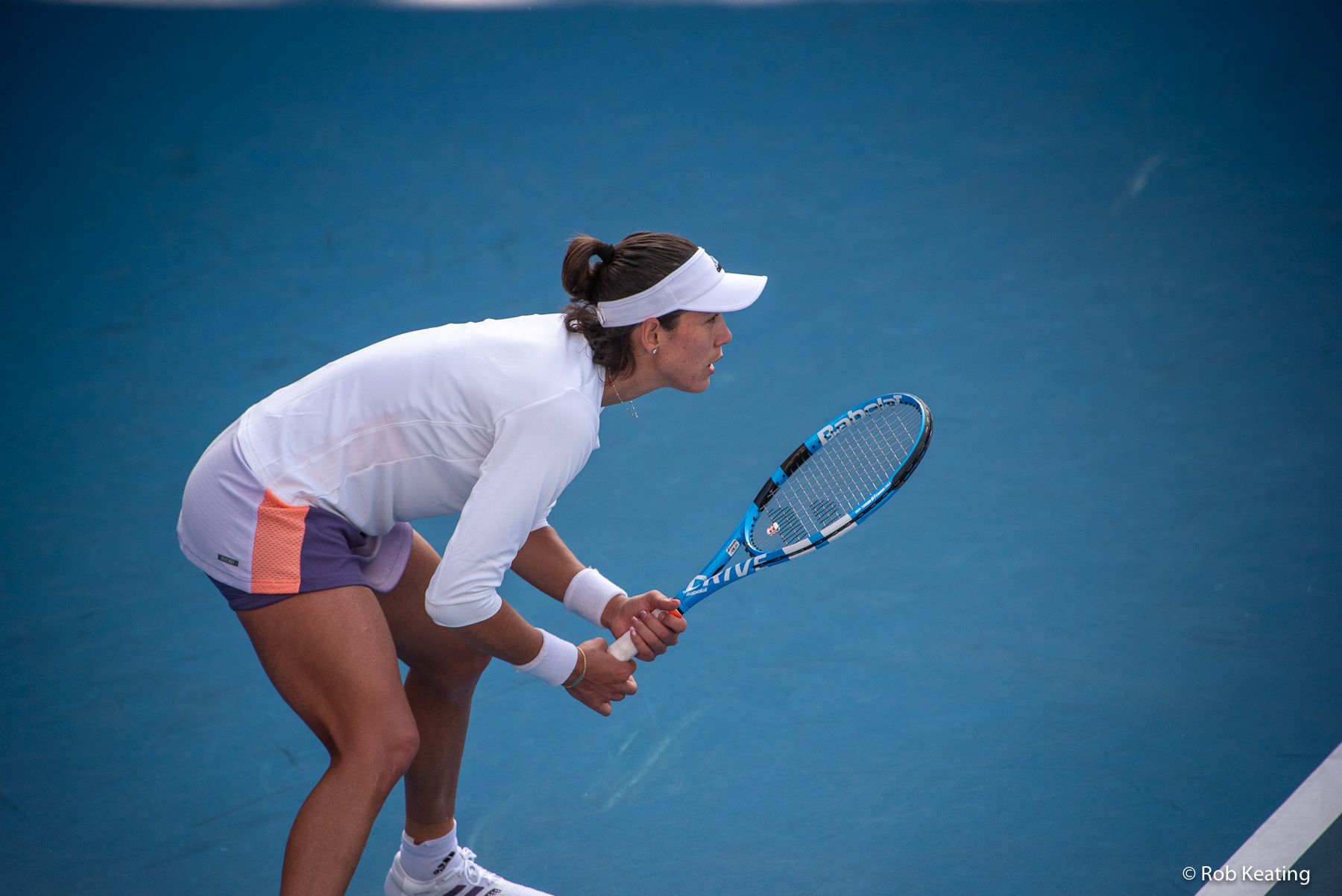
Garbiñe Muguruza à l'Open d'Australie en 2020.

Pour le Grand Chelem à Melbourne, elle n'est pas tête de série, une première depuis Wimbledon 2014. Elle commence dans un match en deux temps face à la qualifiée Shelby Rogers qu'elle écarte de nouveau finalement (0-6, 6-1, 6-0). Elle enchaîne ensuite avec une victoire face à la locale Ajla Tomljanović (6-3, 3-6, 6-3). Elle remporte deux autres victoires sur deux top 10, Elina Svitolina (6-1, 6-2) et Kiki Bertens (6-3, 6-3), son dernier match contre la Néerlandaise. Qualifiée pour les quarts de finale, elle se défait d'Anastasia Pavlyuchenkova (7-5, 6-3) qui dispute son troisième quart de finale à Melbourne en 1 h 33,. Cette victoire lui permet de disputer pour la première et unique fois de sa carrière les demi-finale. A ce stade, elle fait face à la quatrième mondiale, Simona Halep, vainqueur du dernier Wimbledon, qu'elle bat en deux sets (7-68, 7-5). C'est la première fois depuis trois ans qu'elle bat trois joueuses membres du Top 10 dans un même tournoi. Qualifiée pour sa première finale à l'Open d'Australie, elle fait face à l'Américaine Sofia Kenin, 15e mondiale, novice à ce stade. Elle gagne la première manche mais perd ensuite la deuxième. Dans le troisième set, elle a une chance de breaker à 2-2 mais c'est finalement son adversaire qui remporte le match (6-4, 2-6, 2-6) et son premier Grand Chelem. Elle perd ainsi sa dernière finale de Grand Chelem en carrière. Malgré cette défaite, elle revient dans le top 20, à la 16e place. 
Elle s'inscrit aux tournois de Dubaï et de Doha où elle est éliminée en quart de finale dans les deux cas. Tout d'abord, à Dubaï, tête de série no 9 des suites du forfait du Kiki Bertens, elle élimine la Belge et "revenante" Kim Clijsters (6-2, 7-66) et la Russe Veronika Kudermetova (7-5, 4-6, 6-4) mais chute finalement face à l'Américaine qualifiée Jennifer Brady (7-65, 3-6, 4-6). À Doha, tête de série no 11, elle s'impose face à la Russe Daria Kasatkina (7-5, 5-7, 6-3), une seconde fois contre Ajla Tomljanović (6-1, 6-2) et l'Ukrainienne Dayana Yastremska (6-2, 6-4). Elle est finalement battue par la numéro 1 mondiale, Ashleigh Barty (1-6, 7-64, 2-6), demi-finaliste à l'Open d'Australie quelques semaines plus tôt.
La pandémie de Covid-19 stoppant le tennis féminin à partir 9 mars 2020, la saison 2020 est suspendue. Le tour féminin WTA recommence le 3 août 2020. Elle déclare forfait à Lexington et au tournoi de Cincinnati pour une blessure à la cheville gauche. Elle s'incline au second tour (5-7, 3-6) contre une autre "ancienne", la Bulgare Tsvetana Pironkova à l'US Open après avoir écarté la Japonaise Nao Hibino (6-4, 6-4).
Sur terre battue au tournoi de Rome, elle bat les Américaines Sloane Stephens (6-3, 6-3), finaliste de Roland-Garros en 2018, et Coco Gauff (7-63, 3-6, 6-3) qui dispute pour la première fois le tournoi italien. Elle sort également Johanna Konta (6-4, 6-1), demi-finaliste l'année passée à Roland Garros et Victoria Azarenka (3-6, 6-3, 6-4), récente finaliste de l'US Open. Elle s'incline à la porte de la finale dans un match d'une bonne qualité face à la futur lauréate et Simona Halep (3-6, 6-4, 4-6) en 2 h 17 ce qui constitue la dernière confrontation entre les deux joueuses.
Enfin le dernier tournoi de la saison pour l'Espagnole est à Roland-Garros, où elle bat la Slovaque Tamara Zidanšek dans un match très accroché (7-5, 4-6, 8-6) et la Tchèque Kristýna Plíšková (6-3, 6-2), gagnant contre elle son dernier match en carrière à Roland Garros. Elle tombe avant les huitièmes de finale face à l'Américaine Danielle Collins (5-7, 6-2, 4-6), soit son plus mauvais parcours Porte d'Auteuil depuis sept saisons.

### 2021.10etitreen carrière, 5 finales disputées, triomphe au Masters et3eplacemondiale
Pour commencer sa saison, Garbiñe s'inscrit au tournoi d'Abou Dabi où elle est tête de série no 5. Elle passe deux tours contre la Française Kristina Mladenovic (6-2, 6-4) et la Biélorusse Aliaksandra Sasnovich (6-1, 6-4) et s'incline au troisième face à la Grec María Sákkari (5-7, 4-6), qui terminera l'année numéro six mondiale.
En février avec la crise sanitaire, bon nombre de tournois se déroulent à Melbourne dont le Yarra Valley Classic où elle y participe. Elle passe sans problème Alison Van Uytvanck (6-2, 6-0) et Anastasia Pavlyuchenkova, future finaliste cette saison à Roland Garros (6-1, 6-2) en laissant maximum trois jeux à ses adversaires. Pour un remake de la finale de l'Open d'Australie 2020, l'Espagnole vainc facilement (6-2, 6-2), la numéro quatre Sofia Kenin ; et ne laisse qu'un seul jeu à Markéta Vondroušová (6-1, 6-0) après 53 minutes de jeu pour atteindre la finale. Après 1 h 47 de jeu, elle perd face aux variations de l'Australienne et numéro une mondiale, Ashleigh Barty revenant dès courts après 11 mois d'absence (6-7, 4-6).
Pour le premier Grand Chelem  à Melbourne, alors tête de série no 14, elle s'achemine facilement jusqu'en huitième de finale, écartant trois joueuses classées hors du Top 50, Margarita Betova (6-4, 6-0), Liudmila Samsonova (6-3, 6-1) et la Kazakh Zarina Diyas (6-1, 6-1). Elle fait face à la Japonaise numéro trois mondiale Naomi Osaka. Dans une rencontre haletante entre championne, Muguruza se procure à 5-3 dans l'ultime manche sur le service adverse, deux balles de match. Mais fini par s'incliner (6-4, 4-6, 5-7) en 1 h 55 contre la future lauréate du tournoi.
Elle revient début mars avec les tournois de Doha et de Dubaï. Tout d'abord, à Doha, non tête de série, elle passe la Russe Veronika Kudermetova, puis une top 10, Aryna Sabalenka (6-2, 6-75, 6-3) et Maria Sakkari (6-3, 6-1) contre qui elle prend sa revanche. Garbiñe se qualifie pour la finale grâce au forfait de Victoria Azarenka. Elle s'incline lourdement (2-6, 1-6) en un peu plus d'une heure face à la Tchèque Petra Kvitová (2-6, 1-6), 10e au classement WTA en finale.
À Dubaï, tête de série no 9, elle élimine la qualifiée Irina-Camelia Begu avec une seconde manche serré (6-3, 7-5), puis passe la jeune Amanda Anisimova (6-4, 6-2), avant de s'offrir la récente vainqueur de Roland-Garros 2020, la Polonaise Iga Świątek (6-0, 6-4). En quart de finale, elle affronte et bat de nouveau Aryna Sabalenka (3-6, 6-3, 6-2) ; avant de s'offrir une troisième finale cette année en battant la Belge Elise Mertens,(6-4, 7-65) après plus de deux heures de jeu. Elle rejoue ainsi une première finale en WTA 1000 depuis trois ans, sa cinquième et dernière en carrière. Elle s'impose difficilement en plus de deux heures (7-66, 6-3) face à la Tchèque Barbora Krejčíková, qui gagnera Roland Garros quelques mois plus tard. Après une première manche compliqué, elle remporte son premier titre de la saison, le premier depuis Monterrey en 2019 et son troisième WTA 1000 en carrière. Elle joue quelques jours plus tard pour la dernière fois le tournoi de Miami et y égale son meilleur résultat, parvenant jusqu'en huitièmes de finale à la faveur de victoires sur Wang Xinyu (6-4, 6-1) et Anna Kalinskaya (4-6, 6-3, 6-4), s'inclinant contre la Canadienne Bianca Andreescu (6-3, 3-6, 2-6), neuvième joueuse mondiale. Elle termine la tournée américaine en commençant celle sur terre à Charleston et y bat la Polonaise Magdalena Fręch (6-1, 6-3) avant d'abandonner contre Yulia Putintseva (6-0, 2-2 ab.).
Elle dispute le tournoi de Rome mi-mai et sort la Roumaine repêchée Patricia Maria Țig facilement (6-1, 6-2) avant de renverser la qualifiée Bernarda Pera (2-6, 6-0, 7-5). Elle tombe en huitièmes de finale battue par l'Ukrainienne numéro six Elina Svitolina (4-6, 2-6), disputant contre son adversaire son douzième et dernier affrontement en carrière. Une autre Ukrainienne s'impose devant elle à Roland Garros, dès le premier tour ce qui ne lui était jamais arrivé en la personne de la jeune Marta Kostyuk (1-6, 4-6). Elle dispute mi-juin le tournoi de Berlin sur gazon et s'envole jusqu'en quarts de finale après deux victoires face à la Roumaine Sorana Cîrstea (6-3, 6-2) et la Kazakh Elena Rybakina (6-4, 6-3). Elle s'incline de justesse contre la Française Alizé Cornet (6-4, 3-6, 5-7). A Wimbledon, elle l'emporte très facilement contre une autre Française, Fiona Ferro (6-0, 6-1) et la Néerlandaise Lesley Pattinama-Kerkhove (6-1, 6-4) qui vient de gagner son premier match en Grand Chelem. Elle est renversée par la Tunisienne Ons Jabeur, spécialiste de la surface (7-5, 3-6, 2-6) au troisième tour. Cette performance lui permet néanmoins de réintégrer le Top 10.
En fin de saison, elle se qualifie pour la demi-finale du Masters où elle bat sa compatriote Paula Badosa (6-3, 6-3). Arantxa Sánchez était jusque-là la seule joueuse espagnole à avoir atteint la finale du Masters en 1993. En finale, Muguruza bat Anett Kontaveit (6-3, 7-5). Muguruza termine l'année à la troisième place mondiale.

### 2022-2024. Déclin et sortie du Top 10 puis retraite
Elle commence l'année en étant numéro trois mondiale et durant le mois de janvier parvient en quart de finale au tournoi de Sydney après une victoire sur la Russe Ekaterina Alexandrova (6-1, 7-6) , s'inclinant contre la Russe Daria Kasatkina (4-6, 4-6) qu'elle affronte pour la dernière fois de sa carrière. Elle tombe ensuite au deuxième tour des tournois de l'Open d'Australie contre la Française Alizé Cornet  (3-6, 3-6) après avoir éliminé une autre Française, la jeune Clara Burel (6-3, 6-4), gagnant son dernier match à l'Open d'Australie, et de Dubaï contre la Russe Veronika Kudermetova (6-3, 4-6, 4-6) en ayant battue la qualifiée spécialiste de double Kateřina Siniaková au premier tour (7-6, 2-6, 6-2).
Elle atteint ensuite les quarts de finale du tournoi de Doha, s'inclinant contre la Lettone Jeļena Ostapenko (2-6, 2-6) après deux victoires en deux sets face à Sorana Cîrstea (7-6, 6-1) et une autre contre l'Américaine Madison Brengle (6-0, 6-2). Ce sera son meilleur résultat de la saison, essuyant dans les tournois suivants dix défaites en quatorze matchs. Elle perd ainsi au premier tour d'Indian Wells, renversée par Alison Riske (6-0, 3-6, 1-6), à Rome contre la qualifiée Yulia Putintseva (6-3, 6-7, 1-6), à Roland Garros contre l'Estonienne Kaia Kanepi (6-2, 3-6, 4-6) et au second tour à Madrid face à l'Ukrainienne Anhelina Kalinina (3-6, 0-6) et à Rabat contre l'Italienne Martina Trevisan (6-2, 4-6, 1-6).
Elle participe au tournoi de Berlin pour entamer sa tournée sur gazon et s'incline au premier tour contre Andrea Petkovic (6-7, 4-6). Elle est battue la semaine suivante à Eastbourne par l'Italienne Camila Giorgi en huitièmes de finale (5-7, 3-6), puis au premier tour de Wimbledon par la Belge Greet Minnen, 88e, et qui gagne ainsi son premier match sur le gazon anglais (4-6, 0-6).
Elle enchaîne les résultats décevants avec un huitième de finale à Toronto perdu contre Belinda Bencic qui ne l'avait plus battue depuis sept ans (1-6, 3-6) et des défaites d'entrée à Cincinnati contre la Kazakh Elena Rybakina (3-6, 1-6), victorieuse récente de Wimbledon, et à San Jose, sur abandon. Elle parvient néanmoins pour la première fois de l'année à rejoindre le troisième tour en Grand Chelem grâce à deux victoires consécutives (pour la première fois depuis environ six mois) contre Clara Tauson (6-3, 7-6) et la jeune Linda Fruhvirtová (6-0, 6-4). Elle est d'ailleurs éliminée par une autre Tchèque, Petra Kvitová, en trois sets disputés (7-5, 3-6, 6-7), son dernier match contre la Tchèque. Elle sort à l'issue du tournoi new-yorkais du Top 10 pour la première fois depuis un an. Elle s'incline mi-septembre en quarts de finale, stade qu'elle n'avait plus connu depuis sept mois, à Tokyo contre la Russe Liudmila Samsonova (4-6, 2-6), future vainqueur du tournoi, empochant sa dernière victoire sur le circuit WTA contre la modeste qualifiée Grecque Déspina Papamichaíl (6-4, 6-2) au premier tour. Elle boucle l'année avec un abandon contre la jeune Chinoise Zheng Qinwen (0-5 ab.) au premier tour de San Diego.
Son début de saison 2023 est compliqué, ponctué de quatre défaites en autant de matchs. Elle voit la jeune Canadienne Bianca Andreescu la renverser à Adélaïde 1 (6-0, 6-7, 1-6) et la Suissesse Belinda Bencic l'emporter à Adélaïde 2 (3-6, 4-6). Elle dispute son dernier tournoi du Grand Chelem à l'Open d'Australie où elle gagne le premier set mais perd finalement contre la Belge Elise Mertens (6-3, 6-7, 1-6). Elle dispute son dernier match à Lyon contre la jeune qualifiée Linda Nosková (1-6, 4-6). Après un premier trimestre sans victoire, Garbiñe Muguruza décide de se consacrer à sa famille et annonce qu'elle n'allait pas s'aligner lors de la saison 2023 de terre battue et de gazon. Le 20 avril 2024, plus d'un an après son dernier tournoi, elle annonce prendre sa retraite.

## Style de jeu et personnalité
Muguruza a un style de jeu qualifié de « très agressif », ce qui ne correspond pas au tennis pratiqué durant les décennies précédentes par les meilleures Espagnoles. Dotée d'un service puissant, elle aime dicter l'échange du fond du court. « Complète et polyvalente », elle travaille également les montées au filet, profitant de matchs de double pour améliorer cet aspect de jeu. Son entraîneur Samuel Sumyk la compare en 2016 à Vera Zvonareva en ce qui concerne son caractère affirmé. Son style de jeu très agressif s'adapte à toutes les surfaces.

## Palmarès

### Titres en simple dames
| No | Date       | Nom et lieu du tournoi                | Catégorie | Dotation       | Surface      | Finaliste          | Score         |          |
| -- | ---------- | ------------------------------------- | --------- | -------------- | ------------ | ------------------ | ------------- | -------- |
| 1  | 05-01-2014 | Hobart International, Hobart          | Intern'l  | 250 000 $      | Dur (ext.)   | Klára Zakopalová   | 6-4, 6-0      | Parcours |
| 2  | 03-10-2015 | China Open, Pékin                     | PREMIER*  | 4 749 040 $    | Dur (ext.)   | Timea Bacsinszky   | 7-5, 6-4      | Parcours |
| 3  | 22-05-2016 | Roland-Garros, Paris                  | G. Chelem | 16 008 750 € $ | Terre (ext.) | Serena Williams    | 7-5, 6-4      | Parcours |
| 4  | 03-07-2017 | The Championships, Wimbledon          | G. Chelem | 14 840 000 £ $ | Gazon (ext.) | Venus Williams     | 7-5, 6-0      | Parcours |
| 5  | 14-08-2017 | Western & Southern Open, Cincinnati   | Premier 5 | 2 836 904 $    | Dur (ext.)   | Simona Halep       | 6-1, 6-0      | Parcours |
| 6  | 02-04-2018 | Abierto GNP Seguros, Monterrey        | Intern'l  | 250 000 $      | Dur (ext.)   | Tímea Babos        | 3-6, 6-4, 6-3 | Parcours |
| 7  | 01-04-2019 | Abierto GNP Seguros, Monterrey        | Intern'l  | 226 750 $      | Dur (ext.)   | Victoria Azarenka  | 6-1, 3-1 ab.  | Parcours |
| 8  | 07-03-2021 | Duty Free Tennis Championships, Dubaï | WTA 1000  | 1 845 490 $    | Dur (ext.)   | Barbora Krejčíková | 7-66, 6-3     | Parcours |
| 9  | 27-09-2021 | Chicago Fall Tennis Classic, Chicago  | WTA 500   | 565 530 $      | Dur (ext.)   | Ons Jabeur         | 3-6, 6-3, 6-0 | Parcours |
| 10 | 10-11-2021 | Akron WTA Finals, Guadalajara         | Masters   | 5 000 000 $    | Dur (ext.)   | Anett Kontaveit    | 6-3, 7-5      | Parcours |

### Finales en simple dames
| No | Date       | Nom et lieu du tournoi           | Catégorie | Dotation     | Surface      | Vainqueure       | Score         |          |
| -- | ---------- | -------------------------------- | --------- | ------------ | ------------ | ---------------- | ------------- | -------- |
| 1  | 24-02-2014 | Brasil Tennis Cup, Florianópolis | Intern'l  | 250 000 $    | Dur (ext.)   | Klára Zakopalová | 4-6, 7-5, 6-0 | Parcours |
| 2  | 29-06-2015 | The Championships, Wimbledon     | G. Chelem | 20 458 117 $ | Gazon (ext.) | Serena Williams  | 6-4, 6-4      | Parcours |
| 3  | 27-09-2015 | Dongfeng Motor Wuhan Open, Wuhan | Premier 5 | 2 513 000 $  | Dur (ext.)   | Venus Williams   | 6-3, 3-0 ab.  | Parcours |
| 4  | 12-02-2018 | Qatar Total Open 2018, Doha      | Premier 5 | 3 198 000 $  | Dur (ext.)   | Petra Kvitová    | 3-6, 6-3, 6-4 | Parcours |
| 5  | 20-01-2020 | Australian Open, Melbourne       | G. Chelem | 25 501 000 $ | Dur (ext.)   | Sofia Kenin      | 4-6, 6-2, 6-2 | Parcours |
| 6  | 01-02-2021 | Yarra Valley Classic, Melbourne  | WTA 500   | 447 620 $    | Dur (ext.)   | Ashleigh Barty   | 7-63, 6-4     | Parcours |
| 7  | 01-03-2021 | Qatar Total Open 2021, Doha      | WTA 500   | 565 530 $    | Dur (ext.)   | Petra Kvitová    | 6-2, 6-1      | Parcours |

### Titres en double dames
| No | Date       | Nom et lieu du tournoi              | Catégorie | Dotation    | Surface      | Partenaire           | Finalistes                       | Score            |          |
| -- | ---------- | ----------------------------------- | --------- | ----------- | ------------ | -------------------- | -------------------------------- | ---------------- | -------- |
| 1  | 07-01-2013 | Moorilla International Hobart       | Intern'l  | 235 000 $   | Dur (ext.)   | M. T. Torró Flor     | Tímea Babos Mandy Minella        | 6-3, 7-65        | Parcours |
| 2  | 21-04-2014 | GP Princesse Lalla Meryem Marrakech | Intern'l  | 250 000 $   | Terre (ext.) | Romina Oprandi       | Katarzyna Piter Maryna Zanevska  | 4-6, 6-2, [11-9] | Parcours |
| 3  | 28-07-2014 | Bank of the West Classic Stanford   | Premier   | 710 000 $   | Dur (ext.)   | Carla Suárez Navarro | Paula Kania Kateřina Siniaková   | 6-2, 4-6, [10-5] | Parcours |
| 4  | 15-06-2015 | Aegon Classic Birmingham            | Premier   | 731 000 $   | Gazon (ext.) | Carla Suárez Navarro | Andrea Hlaváčková Lucie Hradecká | 6-4, 6-4         | Parcours |
| 5  | 21-09-2015 | Toray Pan Pacific Open Tokyo        | Premier   | 1 000 000 $ | Dur (ext.)   | Carla Suárez Navarro | Chan Hao-ching Chan Yung-jan     | 7-5, 6-1         | Parcours |

### Finales en double dames
| No | Date       | Nom et lieu du tournoi                        | Catégorie | Dotation    | Surface      | Vainqueures                        | Partenaire           | Score             |          |
| -- | ---------- | --------------------------------------------- | --------- | ----------- | ------------ | ---------------------------------- | -------------------- | ----------------- | -------- |
| 1  | 05-05-2014 | Mutua Madrid Open Madrid                      | PREMIER*  | 4 236 425 $ | Terre (ext.) | Sara Errani Roberta Vinci          | Carla Suárez Navarro | 6-4, 6-3          | Parcours |
| 2  | 15-09-2014 | Toray Pan Pacific Open Tokyo                  | Premier   | 1 000 000 $ | Dur (ext.)   | Cara Black Sania Mirza             | Carla Suárez Navarro | 6-2, 7-5          | Parcours |
| 3  | 15-02-2015 | Duty Free Tennis Championships Dubaï          | Premier 5 | 2 513 000 $ | Dur (ext.)   | Tímea Babos Kristina Mladenovic    | Carla Suárez Navarro | 6-3, 6-2          | Parcours |
| 4  | 02-05-2015 | Mutua Madrid Open Madrid                      | PREMIER*  | 4 785 714 $ | Terre (ext.) | Casey Dellacqua Yaroslava Shvedova | Carla Suárez Navarro | 6-3, 6-74, [10-5] | Parcours |
| 5  | 25-10-2015 | BNP Paribas WTA Finals by SC Global Singapour | Masters   | 7 000 000 $ | Dur (int.)   | Martina Hingis Sania Mirza         | Carla Suárez Navarro | 6-0, 6-3          | Parcours |

## Parcours en Grand Chelem

### Victoires (2)
| Année | Tournoi       | Adversaire en finale | Score    |
| 2016  | Roland-Garros | Serena Williams      | 7-5, 6-4 |
| 2017  | Wimbledon     | Venus Williams       | 7-5, 6-0 |

### Finales (2)
| Année | Tournoi          | Adversaire en finale | Score         |
| 2015  | Wimbledon        | Serena Williams      | 4-6, 4-6      |
| 2020  | Open d'Australie | Sofia Kenin          | 6-4, 2-6, 2-6 |

### En simple dames
| Année | Open d'Australie | Open d'Australie    | Internationaux de France | Internationaux de France | Wimbledon       | Wimbledon           | US Open         | US Open              |
| ----- | ---------------- | ------------------- | ------------------------ | ------------------------ | --------------- | ------------------- | --------------- | -------------------- |
| 2012  | —                | —                   | Q3                       | Lara Arruabarrena        | Q2              | Maria Elena Camerin | 1er tour (1/64) | Sara Errani          |
| 2013  | 2e tour (1/32)   | Serena Williams     | 2e tour (1/32)           | Jelena Janković          | 2e tour (1/32)  | Ekaterina Makarova  | —               | —                    |
| 2014  | 1/8 de finale    | Agnieszka Radwańska | 1/4 de finale            | Maria Sharapova          | 1er tour (1/64) | Coco Vandeweghe     | 1er tour (1/64) | Mirjana Lučić        |
| 2015  | 1/8 de finale    | Serena Williams     | 1/4 de finale            | Lucie Šafářová           | Finale          | Serena Williams     | 2e tour (1/32)  | Johanna Konta        |
| 2016  | 3e tour (1/16)   | Barbora Strýcová    | Victoire                 | Serena Williams          | 2e tour (1/32)  | Jana Čepelová       | 2e tour (1/32)  | Anastasija Sevastova |
| 2017  | 1/4 de finale    | Coco Vandeweghe     | 1/8 de finale            | Kristina Mladenovic      | Victoire        | Venus Williams      | 1/8 de finale   | Petra Kvitová        |
| 2018  | 2e tour (1/32)   | Hsieh Su-wei        | 1/2 finale               | Simona Halep             | 2e tour (1/32)  | Alison Van Uytvanck | 2e tour (1/32)  | Karolína Muchová     |
| 2019  | 1/8 de finale    | Karolína Plíšková   | 1/8 de finale            | Sloane Stephens          | 1er tour (1/64) | Beatriz Haddad Maia | 1er tour (1/64) | Alison Riske         |
| 2020  | Finale           | Sofia Kenin         | 3e tour (1/16)           | Danielle Collins         | Annulé          | Annulé              | 2e tour (1/32)  | Tsvetana Pironkova   |
| 2021  | 1/8 de finale    | Naomi Osaka         | 1er tour (1/64)          | Marta Kostyuk            | 3e tour (1/16)  | Ons Jabeur          | 1/8 de finale   | Barbora Krejčíková   |
| 2022  | 2e tour (1/32)   | Alizé Cornet        | 1er tour (1/64)          | Kaia Kanepi              | 1er tour (1/64) | Greet Minnen        | 3e tour (1/16)  | Petra Kvitová        |
| 2023  | 1er tour (1/64)  | Elise Mertens       | —                        | —                        | —               | —                   | —               | —                    |

N.B. : à droite du résultat se trouve le nom de l'ultime adversaire.

### En double dames
| Année | Open d'Australie             | Open d'Australie       | Internationaux de France     | Internationaux de France  | Wimbledon                    | Wimbledon                  | US Open                     | US Open                 |
| ----- | ---------------------------- | ---------------------- | ---------------------------- | ------------------------- | ---------------------------- | -------------------------- | --------------------------- | ----------------------- |
| 2013  | -                            | -                      | 1er tour (1/32) L. Domínguez | Sara Errani Roberta Vinci | 1er tour (1/32) L. Domínguez | Nadia Petrova K. Srebotnik | -                           | -                       |
| 2014  | 2e tour (1/16) Arantxa Parra | Raquel Kops A. Spears  | 1/2 finale Carla Suárez      | Hsieh Su-wei Peng Shuai   | 3e tour (1/8) Carla Suárez   | A. Petkovic M. Rybáriková  | 3e tour (1/8) Carla Suárez  | S. Williams V. Williams |
| 2015  | 2e tour (1/16) Carla Suárez  | Klaudia Jans A. Klepač | 1er tour (1/32) Carla Suárez | Sílvia Soler M. T. Torró  | 2e tour (1/16) Carla Suárez  | Cara Black Lisa Raymond    | 2e tour (1/16) Carla Suárez | I.-C. Begu Raluca Olaru |

N.B. : le nom de la partenaire se trouve sous le résultat ; le nom des ultimes adversaires se trouve à droite.

## Parcours en «Premier» et «WTA 1000»
Les tournois WTA « Premier Mandatory » et « Premier 5 » (entre 2009 et 2020) et WTA 1000 (à partir de 2021) constituent les catégories d'épreuves les plus prestigieuses, après les quatre levées du Grand Chelem.

### En simple dames
| Année |       |              |                              |                               |                               |                               |                              |                             |                             |                             |  |                             |
|       | Doha  | Indian Wells | Miami                        | Madrid                        | Rome                          | Canada                        | Cincinnati                   | Pékin                       |                             | Tokyo                       |  |                             |
|       | Dubaï | Indian Wells | Miami                        | Madrid                        | Rome                          | Canada                        | Cincinnati                   | Pékin                       |                             | Wuhan                       |  |                             |
|       |       | Indian Wells | Miami                        | Madrid                        | Rome                          | Canada                        | Cincinnati                   | Pékin                       | Guadalajara                 |                             |  |                             |
| 2012  |       |              |                              |                               | 4e tour (1/8) A. Radwańska    | 1er tour (1/32) Li N.         |                              |                             |                             |                             |  |                             |
| 2013  |       |              |                              | 4e tour (1/8) A. Kerber       | 4e tour (1/8) Li N.           |                               | 2e tour (1/16) M. Sharapova  |                             |                             |                             |  |                             |
| 2014  |       |              |                              | 2e tour (1/32) A. Kleybanova  | 2e tour (1/32) A. Tomljanović | 2e tour (1/16) S. Stosur      | 2e tour (1/16) F. Schiavone  | 2e tour (1/16) M. Sharapova | 1er tour (1/32) A. Beck     | 1er tour (1/32) E. Makarova |  | 3e tour (1/8) E. Svitolina  |
| 2015  |       |              | 1/2 finale Ka. Plíšková      | 3e tour (1/16) Ka. Plíšková   | 3e tour (1/16) S. Errani      | 2e tour (1/16) S. Kuznetsova  |                              | 2e tour (1/16) L. Tsurenko  | 1er tour (1/32) Y. Shvedova | Victoire T. Bacsinszky      |  | Finale V. Williams          |
| 2016  |       |              | 1/4 de finale A. Petkovic    | 2e tour (1/32) C. McHale      | 4e tour (1/8) V. Azarenka     | 2e tour (1/16) I.-C. Begu     | 1/2 finale M. Keys           |                             | 1/2 finale Ka. Plíšková     | 3e tour (1/8) P. Kvitová    |  | 2e tour (1/16) J. Janković  |
| 2017  |       |              | 2e tour (1/16) K. Bondarenko | 1/4 de finale Ka. Plíšková    | 4e tour (1/8) C. Wozniacki    | 1er tour (1/32) T. Bacsinszky | 1/2 finale E. Svitolina      | 1/4 de finale E. Svitolina  | Victoire S. Halep           | 1er tour (1/32) B. Strýcová |  | 1/4 de finale J. Ostapenko  |
| 2018  |       |              | Finale P. Kvitová            | 2e tour (1/32) S. Vickery     | 4e tour (1/8) S. Stephens     | 3e tour (1/8) D. Kasatkina    | 2e tour (1/16) D. Gavrilova  |                             | 2e tour (1/16) L. Tsurenko  | 2e tour (1/16) A. Sabalenka |  | 3e tour (1/8) K. Siniaková  |
| 2019  |       |              | 3e tour (1/8) E. Svitolina   | 1/4 de finale B. Andreescu    | 2e tour (1/32) M. Niculescu   | 1er tour (1/32) P. Martić     | 3e tour (1/8) V. Azarenka    |                             | 1er tour (1/32) M. Keys     | 1er tour (1/32) S. Kenin    |  | 2e tour (1/16) E. Svitolina |
| 2020  |       |              | 1/4 de finale A. Barty       | Annulé                        | Annulé                        | Annulé                        | 1/2 finale S. Halep          | Annulé                      |                             | Annulé                      |  | Annulé                      |
| 2021  |       |              | Victoire B. Krejčíková       | 2e tour (1/32) A. Tomljanović | 4e tour (1/8) B. Andreescu    |                               | 3e tour (1/8) E. Svitolina   | 2e tour (1/16) K. Siniaková | 3e tour (1/8) B. Krejčíková | Annulé                      |  | Annulé                      |
| 2022  |       |              | 1/4 de finale J. Ostapenko   | 2e tour (1/32) A. Riske       |                               | 2e tour (1/16) A. Kalinina    | 2e tour (1/16) Y. Putintseva | 3e tour (1/8) B. Bencic     | 2e tour (1/16) E. Rybakina  | Hors calendrier             |  |                             |

Sous le résultat, l’ultime adversaire.
1. 1 2   Les tournois de Doha et Dubaï alternent le statut de tournoi WTA 1000 (ex Premier 5) entre 2009 et 2023 : les trois premières éditions ont lieu à Dubaï, les trois suivantes à Doha, puis Dubaï accueille le tournoi de cette catégorie les années impaires et Dubaï les années paires. De 2011 à 2023, la ville qui n’accueille pas de WTA 1000 organise à la place un tournoi WTA 500 (ex Premier).
2. 1 2 3 4 5 6 7 8   L’ordre de déroulement des tournois a évolué depuis 2009 : Rome se dispute avant Madrid et Cincinnati avant Montréal/Toronto jusqu’en 2010, tandis que Tokyo/Wuhan/Guadalajara ont lieu avant Pékin jusqu’en 2023.
3. 1 2 3 4 5 6 7 8  Du fait de la pandémie de Covid-19, les tournois d’Indian Wells, de Miami, de Madrid, du Canada, de Wuhan et de Pékin sont annulés en 2020. Ces deux derniers le sont également en 2021. Pour des raisons d’organisation, le tournoi de Cincinnati 2020 a exceptionnellement lieu à Flushing Meadows à New York.
4. ↑  Le 1er décembre 2021, le président de la WTA, Steve Simon, annonce que tous les tournois prévus en Chine et à Hong Kong sont suspendus à partir de 2022, en raison de préoccupations concernant la sécurité et le bien-être de la joueuse de tennis chinoise Peng Shuai après ses allégations de relations sexuelles non-consenties avec Zhang Gaoli, membre de haut rang du Parti communiste chinois. Le tournoi de Pékin revient en 2023. Le tournoi de Guadalajara remplace celui de Wuhan pendant deux ans, ce dernier réapparaissant en 2024.

## Parcours aux Masters

### En simple dames
| # | Date       | Nom de l'édition       | ($)       | Surface    | Résultat               | Ultime(s) adversaire(s) | Score          |          |
| - | ---------- | ---------------------- | --------- | ---------- | ---------------------- | ----------------------- | -------------- | -------- |
| 1 | 25/10/2015 | WTA Finals Singapour   | 7 000 000 | Dur (int.) | 1/2 finale             | Agnieszka Radwańska     | 6-75, 6-3, 7-5 | Parcours |
| 2 | 23/10/2016 | WTA Finals Singapour   | 7 000 000 | Dur (int.) | Round Robin (défaite)  | Karolína Plíšková       | 6-2, 64-7, 7-5 | Parcours |
| 2 | 23/10/2016 | WTA Finals Singapour   | 7 000 000 | Dur (int.) | Round Robin (défaite)  | Agnieszka Radwańska     | 7-61, 6-3      | Parcours |
| 2 | 23/10/2016 | WTA Finals Singapour   | 7 000 000 | Dur (int.) | Round Robin (victoire) | Svetlana Kuznetsova     | 3-6, 6-0, 6-1  | Parcours |
| 3 | 22/10/2017 | WTA Finals Singapour   | 7 000 000 | Dur (int.) | Round Robin (victoire) | Jeļena Ostapenko        | 6-3, 6-4       | Parcours |
| 3 | 22/10/2017 | WTA Finals Singapour   | 7 000 000 | Dur (int.) | Round Robin (défaite)  | Karolína Plíšková       | 6-2, 6-2       | Parcours |
| 3 | 22/10/2017 | WTA Finals Singapour   | 7 000 000 | Dur (int.) | Round Robin (défaite)  | Venus Williams          | 7-5, 6-4       | Parcours |
| 4 | 10/11/2021 | WTA Finals Guadalajara | 5 000 000 | Dur (ext.) | Victoire               | Anett Kontaveit         | 6-3, 7-5       | Parcours |

### En double dames
| # | Date       | Nom de l'édition     | ($)       | Surface    | Résultat      | Partenaire           | Ultimes adversaires        | Score    |          |
| - | ---------- | -------------------- | --------- | ---------- | ------------- | -------------------- | -------------------------- | -------- | -------- |
| 1 | 20/10/2014 | WTA Finals Singapour | 6 500 000 | Dur (int.) | 1/4 de finale | Carla Suárez Navarro | Hsieh Su-wei Peng Shuai    | 6-4, 6-1 | Parcours |
| 2 | 25/10/2015 | WTA Finals Singapour | 7 000 000 | Dur (int.) | Finale        | Carla Suárez Navarro | Martina Hingis Sania Mirza | 6-0, 6-3 | Parcours |

## Parcours aux Jeux olympiques

### En simple dames
| # | Date       | Nom de l'olympiade           | Surface    | Résultat      | Ultime adversaire | Score    |          |
| - | ---------- | ---------------------------- | ---------- | ------------- | ----------------- | -------- | -------- |
| 1 | 06/08/2016 | Olympic Games Rio de Janeiro | Dur (ext.) | 3e tour (1/8) | Mónica Puig       | 6-1, 6-1 | Parcours |
| 2 | 31/07/2021 | Olympic Tennis Event Tokyo   | Dur (ext.) | 1/4 de finale | Elena Rybakina    | 7-5, 6-1 | Parcours |

### En double dames
| # | Date       | Nom de l'olympiade           | Surface    | Résultat      | Partenaire           | Ultimes adversaires              | Score            |          |
| - | ---------- | ---------------------------- | ---------- | ------------- | -------------------- | -------------------------------- | ---------------- | -------- |
| 1 | 31/07/2021 | Olympic Games Rio de Janeiro | Dur (ext.) | 1/4 de finale | Carla Suárez Navarro | Ekaterina Makarova Elena Vesnina | 3-6, 6-1, [11-9] | Parcours |
| 2 | 31/07/2021 | Olympic Tennis Event Tokyo   | Dur (ext.) | 1/4 de finale | Carla Suárez Navarro | Belinda Bencic Viktorija Golubic | 6-3, 6-4         | Parcours |

### En double mixte
| # | Date       | Nom de l'olympiade           | Surface    | Résultat       | Partenaire   | Ultimes adversaires           | Score   |          |
| - | ---------- | ---------------------------- | ---------- | -------------- | ------------ | ----------------------------- | ------- | -------- |
| 1 | 28/07/2016 | Olympic Games Rio de Janeiro | Dur (ext.) | 1er tour (1/8) | Rafael Nadal | Lucie Hradecká Radek Štěpánek | Forfait | Parcours |

## Parcours en Fed Cup
| #                                                                       | Date       | Lieu     | Surface      | Gagnante(s)                         | Perdante(s)                    | Score         |          |
|                                                                         |            |          |              |                                     |                                |               |          |
| 2015 - 1er tour (groupe mondial II) - Roumanie - Espagne - 3 : 2        |            |          |              |                                     |                                |               |          |
| 1                                                                       | 07/02/2015 | Galați   | Dur (int.)   | Garbiñe Muguruza                    | Irina-Camelia Begu             | 6-3, 6-2      | Parcours |
| 1                                                                       | 07/02/2015 | Galați   | Dur (int.)   | Garbiñe Muguruza                    | Simona Halep                   | 6-4, 6-3      | Parcours |
| 1                                                                       | 07/02/2015 | Galați   | Dur (int.)   | Irina-Camelia Begu Monica Niculescu | Anabel Medina Garbiñe Muguruza | 5-7, 6-3, 6-2 | Parcours |
|                                                                         |            |          |              |                                     |                                |               |          |
| 2016 - 1er tour (groupe mondial II) - Serbie - Espagne - 0 : 4          |            |          |              |                                     |                                |               |          |
| 2                                                                       | 06/02/2016 | Kraljevo | Dur (int.)   | Garbiñe Muguruza                    | Ivana Jorović                  | 6-3, 6-1      | Parcours |
| 2                                                                       | 06/02/2016 | Kraljevo | Dur (int.)   | Garbiñe Muguruza                    | Jelena Janković                | 6-3, 6-4      | Parcours |
|                                                                         |            |          |              |                                     |                                |               |          |
| 2016 - Barrage (groupe mondial I) - Espagne - Italie - 4 : 0            |            |          |              |                                     |                                |               |          |
| 3                                                                       | 16/04/2016 | Lérida   | Terre (ext.) | Garbiñe Muguruza                    | Francesca Schiavone            | 7-64, 6-0     | Parcours |
| 3                                                                       | 16/04/2016 | Lérida   | Terre (ext.) | Garbiñe Muguruza                    | Roberta Vinci                  | 6-2, 6-2      | Parcours |
|                                                                         |            |          |              |                                     |                                |               |          |
| 2017 - 1er tour (groupe mondial) - République tchèque - Espagne : 3 : 2 |            |          |              |                                     |                                |               |          |
| 4                                                                       | 11/02/2017 | Ostrava  | Dur (int.)   | Garbiñe Muguruza                    | Barbora Strýcová               | 6-0, 3-6, 6-1 | Parcours |
| 4                                                                       | 11/02/2017 | Ostrava  | Dur (int.)   | Karolína Plíšková                   | Garbiñe Muguruza               | 6-2, 6-2      | Parcours |

## Classements WTA en fin de saison
| Année          | 2009 | 2010 | 2011 | 2012 | 2013 | 2014 | 2015 | 2016 | 2017 | 2018 | 2019 | 2020 | 2021 | 2022 | 2023 |
| Rang en simple | 687  | 432  | 249  | 104  | 64   | 21   | 3    | 7    | 2    | 18   | 36   | 15   | 3    | 55   | 1056 |
| Rang en double | –    | –    | 783  | 1019 | 153  | 16   | 16   | 384  | 466  | 493  | 480  | 503  | 585  | –    | –    |

Source : (en) Classements de Garbiñe Muguruza sur le site officiel de la Fédération internationale de tennis

### Périodes au rang de numéro un mondiale
| # | Précédée par      | Dates                   | Suivie par   | Nombre de semaines | Cumul |
| - | ----------------- | ----------------------- | ------------ | ------------------ | ----- |
| 1 | Karolína Plíšková | 11/09/2017 - 08/10/2017 | Simona Halep | 4                  | 4     |

## Records et statistiques

### Confrontations avec ses principales adversaires
Confrontations lors des différents tournois WTA avec ses principales adversaires (5 confrontations minimum et avoir été membre du top 10). Classement par pourcentage de victoires. Situation au 21 avril 2024 :
Les joueuses retraitées sont en gris.
| Joueuse             | Meilleur classement | Confrontations | Victoires | Défaites | Pourcentage de victoires | Dernière confrontation                         |
| ------------------- | ------------------- | -------------- | --------- | -------- | ------------------------ | ---------------------------------------------- |
| Petra Kvitová       | 2                   | 7              | 1         | 6        | 14,3                     | défaite (7-5, 3-6, 610-7) à l'US Open 2022     |
| Karolína Plíšková   | 1                   | 11             | 2         | 9        | 18                       | défaite (6-4, 2-6, 66-7) au Masters 2021       |
| Madison Keys        | 5                   | 5              | 1         | 4        | 20                       | défaite (7-64, 65-7, 4-6) à Cincinnati 2019    |
| Andrea Petkovic     | 9                   | 5              | 1         | 4        | 20                       | défaite (68-7, 4-6) à Berlin 2022              |
| Venus Williams      | 1                   | 6              | 2         | 4        | 33,3                     | défaite (5-7, 4-6) au Masters 2017             |
| Coco Vandeweghe     | 9                   | 5              | 2         | 3        | 40                       | défaite (4-6, 6-4, ab.) à Birmingham 2017      |
| Elina Svitolina     | 3                   | 12             | 5         | 7        | 41,6                     | défaite (4-6, 2-6) à Rome 2021                 |
| Kiki Bertens        | 4                   | 6              | 3         | 3        | 50                       | victoire (6-3, 6-3) à l'Open d'Australie 2020  |
| Serena Williams     | 1                   | 6              | 3         | 3        | 50                       | victoire (6-3, 1-0 ab.) à Indian Wells 2019    |
| Caroline Wozniacki  | 1                   | 6              | 3         | 3        | 50                       | défaite (2-6, 0-6) à Tokyo 2017                |
| Daria Kasatkina     | 8                   | 6              | 3         | 3        | 50                       | défaite (4-6, 4-6) à Sydney 2022               |
| Agnieszka Radwańska | 2                   | 8              | 4         | 4        | 50                       | défaite (65-7, 3-6) au Masters 2016            |
| Simona Halep        | 1                   | 7              | 4         | 3        | 57,1                     | défaite (3-6, 6-4, 4-6) à Rome 2020            |
| Johanna Konta       | 4                   | 5              | 3         | 2        | 60                       | victoire (6-4, 6-1) à Rome 2020                |
| Jelena Janković     | 1                   | 5              | 3         | 2        | 60                       | défaite (4-6, 62-7) à Wuhan 2016               |
| Jeļena Ostapenko    | 5                   | 5              | 3         | 2        | 60                       | défaite (2-6, 2-6) à Doha 2022                 |
| Victoria Azarenka   | 1                   | 5              | 3         | 2        | 60                       | victoire (6-4, 3-6, 6-2) à l'US Open 2021      |
| Angelique Kerber    | 1                   | 8              | 5         | 3        | 62,5                     | victoire (4-6, 6-4, 6-4) à Wimbledon 2017      |
| Ekaterina Makarova  | 8                   | 6              | 4         | 2        | 66,6                     | victoire (6-0, 6-4) à Pékin 2018               |
| Anett Kontaveit     | 2                   | 6              | 4         | 2        | 66,6                     | victoire (6-4, 6-4) au Masters 2021            |
| Timea Bacsinszky    | 9                   | 6              | 5         | 1        | 83,3                     | victoire (7-65, 6-2) à l'Open d'Australie 2019 |
| Svetlana Kuznetsova | 2                   | 7              | 6         | 1        | 85,7                     | victoire (7-60, 6-2) à Roland-Garros 2018      |

### Victoires sur le top 10
Toutes ses victoires sur des joueuses classées dans le top 10 de la WTA lors de la rencontre.
| Légende            |
| Grand Chelem       |
| Jeux olympiques    |
| Masters            |
| Premier / WTA 1000 |
| Elite Trophy       |
| WTA 500            |
| Intern'l / WTA 250 |
| Fed Cup            |

| #  |        |  | Tournoi              | Année | Surface      |                     | Adversaire          | Rang   | Tour          | Score           | Tableau |
| -- | ------ |  | -------------------- | ----- | ------------ | ------------------- | ------------------- | ------ | ------------- | --------------- | ------- |
| 1  | no 208 |  | Miami                | 2012  | Dur          |                     | Vera Zvonareva      | no 9   | 1/32          | 6-4, 6-3        | Tableau |
| 2  | no 73  |  | Miami                | 2013  | Dur          |                     | Caroline Wozniacki  | no 9   | 1/16          | 6-2, 6-4        | Tableau |
| 3  | no 38  |  | Open d'Australie     | 2014  | Dur          |                     | Caroline Wozniacki  | no 10  | 1/16          | 4-6, 7-5, 6-3   | Tableau |
| 4  | no 35  |  | Roland-Garros        | 2014  | Terre battue |                     | Serena Williams     | no 1   | 1/32          | 6-2, 6-2        | Tableau |
| 5  | no 22  |  | Wuhan                | 2014  | Dur          |                     | Simona Halep        | no 2   | 1/16          | 2-6, 6-2, 6-3   | Tableau |
| 6  | no 24  |  | Sydney               | 2015  | Dur          |                     | Agnieszka Radwańska | no 6   | 1/8           | 3-6, 7-64, 6-2  | Tableau |
| 7  | no 24  |  | Fed Cup              | 2015  | Dur (int.)   |                     | Simona Halep        | no 3   | Poules        | 6-4, 6-3        | Tableau |
| 8  | no 24  |  | Dubaï                | 2015  | Dur          |                     | Agnieszka Radwańska | no 8   | 1/8           | 6-4, 6-2        | Tableau |
| 9  | no 20  |  | Wimbledon            | 2015  | Gazon        |                     | Angelique Kerber    | no 10  | 1/16          | 7-612, 1-6, 6-2 | Tableau |
| 10 | no 20  |  | Wimbledon            | 2015  | Gazon        | Caroline Wozniacki  | no 5                | 1/8    | 6-4, 6-4      |                 | Tableau |
| 11 | no 8   |  | Wuhan                | 2015  | Dur          |                     | Ana Ivanović        | no 9   | 1/8           | 4-6, 6-1, 6-0   | Tableau |
| 12 | no 5   |  | Pékin                | 2015  | Dur          |                     | Agnieszka Radwańska | no 8   | 1/2           | 4-6, 6-3, 6-4   | Tableau |
| 13 | no 3   |  | Masters              | 2015  | Dur (int.)   |                     | Lucie Šafářová      | no 9   | Poules        | 6-3, 7-64       | Tableau |
| 14 | no 3   |  | Masters              | 2015  | Dur (int.)   | Angelique Kerber    | no 7                | Poules | 6-4, 6-4      |                 | Tableau |
| 15 | no 3   |  | Masters              | 2015  | Dur (int.)   | Petra Kvitová       | no 5                | Poules | 6-4, 4-6, 7-5 |                 | Tableau |
| 16 | no 4   |  | Fed Cup              | 2016  | Terre battue |                     | Roberta Vinci       | no 8   | Poules        | 6-2, 6-2        | Tableau |
| 17 | no 4   |  | Rome                 | 2016  | Terre battue |                     | Timea Bacsinszky    | no 10  | 1/4           | 7-5, 6-2        | Tableau |
| 18 | no 4   |  | Roland-Garros        | 2016  | Terre battue |                     | Serena Williams     | no 1   | Finale        | 7-5, 6-4        | Tableau |
| 19 | no 6   |  | Masters              | 2016  | Dur (int.)   |                     | Svetlana Kuznetsova | no 9   | Poules        | 3-6, 6-0, 6-1   | Tableau |
| 20 | no 7   |  | Brisbane             | 2017  | Dur          |                     | Svetlana Kuznetsova | no 9   | 1/4           | 7-5, 6-4        | Tableau |
| 21 | no 7   |  | Indian Wells         | 2017  | Dur          |                     | Elina Svitolina     | no 10  | 1/8           | 7-65, 1-6, 6-0  | Tableau |
| 22 | no 14  |  | Wimbledon            | 2017  | Gazon        |                     | Angelique Kerber    | no 1   | 1/8           | 4-6, 6-4, 6-4   | Tableau |
| 23 | no 14  |  | Wimbledon            | 2017  | Gazon        | Svetlana Kuznetsova | no 8                | 1/4    | 6-3, 6-4      |                 | Tableau |
| 24 | no 6   |  | Cincinnati           | 2017  | Dur          |                     | Svetlana Kuznetsova | no 8   | 1/4           | 6-2, 5-7, 7-5   | Tableau |
| 25 | no 6   |  | Cincinnati           | 2017  | Dur          | Karolína Plíšková   | no 1                | 1/2    | 6-3, 6-2      |                 | Tableau |
| 26 | no 6   |  | Cincinnati           | 2017  | Dur          | Simona Halep        | no 2                | Finale | 6-1, 6-0      |                 | Tableau |
| 27 | no 2   |  | Masters              | 2017  | Dur (int.)   |                     | Jeļena Ostapenko    | no 7   | Poules        | 6-3, 6-4        | Tableau |
| 28 | no 4   |  | Doha                 | 2018  | Dur          |                     | Caroline Garcia     | no 7   | 1/4           | 3-6, 6-1, 6-4   | Tableau |
| 29 | no 3   |  | Dubaï                | 2018  | Dur          |                     | Caroline Garcia     | no 7   | 1/4           | 7-5, 6-2        | Tableau |
| 30 | no 20  |  | Indian Wells         | 2019  | Dur          |                     | Serena Williams     | no 10  | 1/16          | 6-3, 1-0 ab.    | Tableau |
| 31 | no 20  |  | Indian Wells         | 2019  | Dur          | Kiki Bertens        | no 7                | 1/8    | 5-7, 6-1, 6-4 |                 | Tableau |
| 32 | no 19  |  | Roland-Garros        | 2019  | Terre battue |                     | Elina Svitolina     | no 9   | 1/16          | 6-3, 6-3        | Tableau |
| 33 | no 32  |  | Open d'Australie     | 2020  | Dur          |                     | Elina Svitolina     | no 5   | 1/16          | 6-1, 6-2        | Tableau |
| 34 | no 32  |  | Open d'Australie     | 2020  | Dur          | Kiki Bertens        | no 10               | 1/8    | 6-3, 6-3      |                 | Tableau |
| 35 | no 32  |  | Open d'Australie     | 2020  | Dur          | Simona Halep        | no 3                | 1/2    | 7-68, 7-5     |                 | Tableau |
| 36 | no 15  |  | Yarra Valley Classic | 2021  | Dur          |                     | Sofia Kenin         | no 4   | 1/4           | 6-2, 6-2        | Tableau |
| 37 | no 16  |  | Doha                 | 2021  | Dur          |                     | Aryna Sabalenka     | no 8   | 1/8           | 6-2, 65-7, 6-3  | Tableau |
| 38 | no 16  |  | Dubaï                | 2021  | Dur          |                     | Aryna Sabalenka     | no 8   | 1/4           | 3-6, 6-3, 6-2   | Tableau |
| 39 | no 5   |  | Masters              | 2021  | Dur          |                     | Barbora Krejčíková  | no 3   | Poules        | 2-6, 6-3, 6-4   | Tableau |
| 40 | no 5   |  | Masters              | 2021  | Dur          | Anett Kontaveit     | no 8                | Poules | 6-4, 6-4      |                 | Tableau |
| 41 | no 5   |  | Masters              | 2021  | Dur          | Paula Badosa        | no 10               | 1/2    | 6-3, 6-3      |                 | Tableau |
| 42 | no 5   |  | Masters              | 2021  | Dur          | Anett Kontaveit     | no 8                | Finale | 6-3, 7-5      |                 | Tableau |